# A Treia Republică Franceză
A Treia Republică Franceză (franceză Troisième République française) este numele dat formei de guvernământ din Franța între septembrie 1870 și iulie 1940, adică timp de 70 de ani. A fost prima formă durabilă din 1789, dat fiind că Franța a schimbat șapte în 80 de ani. A fost de trei ori monarhie constituțională, de două ori republică și de două ori imperiu. În afară de aceasta s-a confruntat în 1871, în război civil, și cu o formațiune statală numită „comună” (Comuna din Paris). Și aceasta este o explicație a faptului că parlamentul numit „Adunare națională” a ezitat timp de nouă ani, din 1870 până în 1879 între a renunța la regat și a accepta o constituție republicană. Până la urmă, învingerea Comunei a determinat-o să excludă orice regim bazat pe democrația directă și să opteze pentru democrația reprezentativă.
Legile constituționale adoptate în 1875 au avut un caracter de compromis și au pus bazele unei republici cu parlament bicameral. Faptul că la 2 decembrie 1851, Charles-Louis-Napoléon Bonaparte, care era atunci președintele republicii, a pus capăt republicii prin lovitură de stat și a devenit împăratul Napoleon al III-lea, i-a determinat pe republicani să atribuie șefului statului numai un rol reprezentativ.
Conform istoricului american Philip Nord⁠(d), a Treia Republică s-a caracterizat printr-o puternică identitate democratică, precum și prin legi importante referitoare la învățământul public, laicitate, dreptul la grevă, dreptul la asociere și dreptul la întrunire.
Totodată, în timpul celei de-a Treia Republici, viața francezilor a fost „pasionată din punct de vedere politic, atât cât poate fi viața unui popor într-o perioadă nerevoluționară”. După istoricul Vincent Duclert⁠(d), în acea perioadă „s-a născut ideea Franței ca națiune politică”. Au provocat dispute pătimașe trei legi antianarhiste votate în 1893 și 1894, afacerea Dreyfus, adoptarea legii referitoare la separarea cultelor religioase de stat, în 1905, iar în 1914, introducerea impozitului pe venit.
A Treia Republică a fost și perioada unei serii de reforme dorite de societate, mai ales adoptarea unor legi favorabile muncitorilor în scurta perioadă în care a guvernat Frontul Popular⁠(d).
A Treia Republică s-a născut în urma unei înfrângeri suferite din partea Germaniei, a evoluat în contextul confruntării cu aceasta și sfârșitul ei a fost cauzat tot de o înfrângere din partea acesteia.

## Ezitări inițiale între republică și monarhie

### Sfârșitul războiului franco-german din 1870-1871 și urmările lui

#### Căderea celui de-al Doilea Imperiu și proclamarea republicii

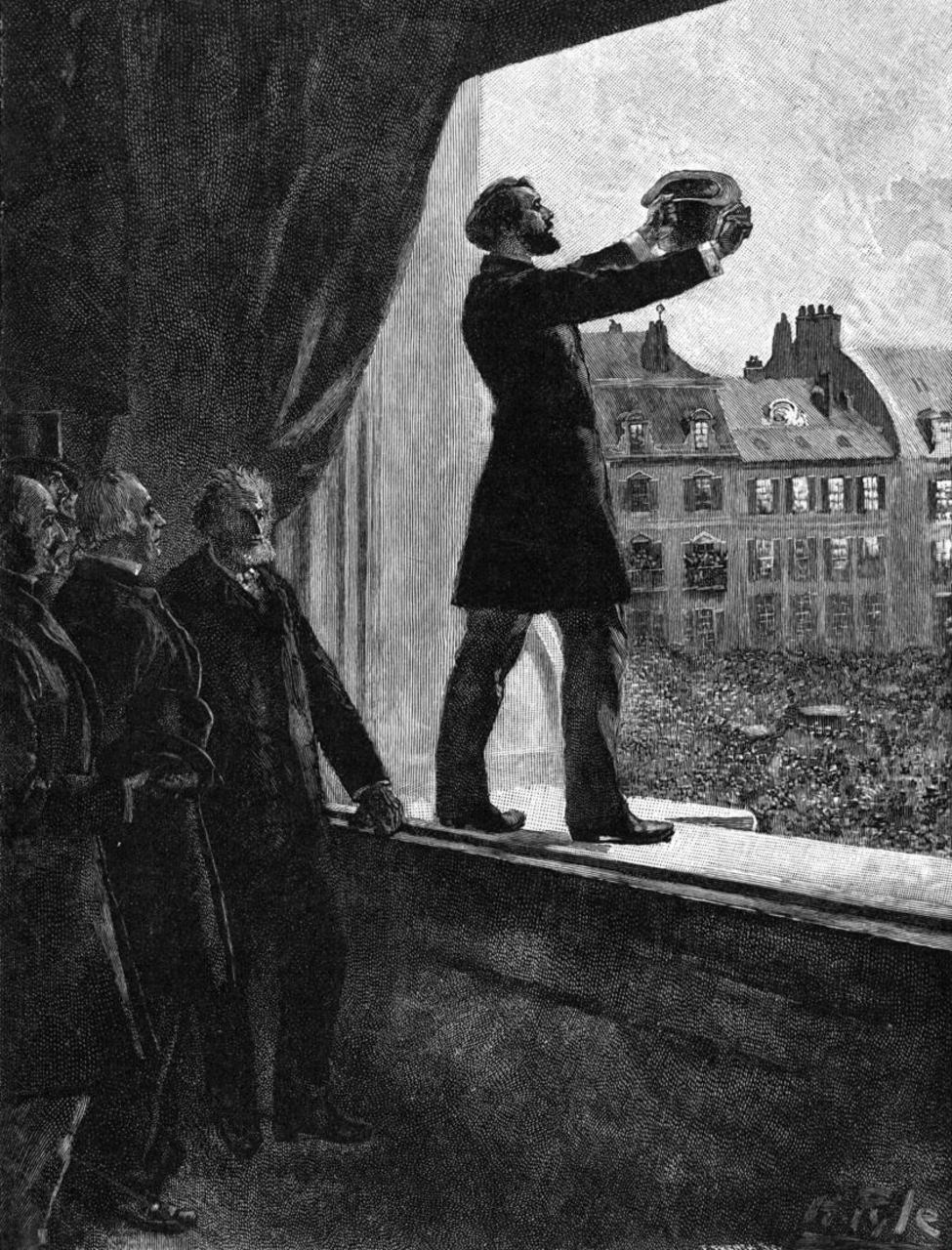
Léon Gambetta proclamă republica de la fereastra primăriei Parisului, la 4 septembrie 1870.

În războiul franco-german din 1870-1871, operațiunile militare au fost dominate de armata germană. Cea mai mare parte a armatei franceze, mai slab pregătită și mai puțin numeroasă, s-a retras în dezordine. Armata Rinului⁠(d), care constituia jumătate din trupele franceze, comandate de mareșalul François Achille Bazaine, a fost înconjurată de germani în 19 august, la Metz. Napoleon al III-lea a pornit în ajutorul lor cu armata din Châlons⁠(d) condusă de mareșalul Patrice de Mac-Mahon, dar și aceasta a fost înconjurată la Sedan, la 2 septembrie a capitulat și împăratul a fost capturat.
A doua zi a ajuns la Paris vestea capitulării împăratului, dar consiliul de miniștri, prezidat în calitate de regentă de împărăteasa Eugénie, s-a arătat nehotărât. La 4 septembrie, când s-a adunat corpul legislativ al imperiului, sala de ședință a fost ocupată de un grup de insurgenți. Deputații republicani au pronunțat detronarea împăratului și, sub conducerea lui Léon Gambetta și Jules Favre⁠(d), au mers la primăria capitalei și au proclamat republica. Evenimente asemănătoare au avut loc și în mai multe alte orașe din țară, ca Lyon și Marseilles, chiar și în Antilele Franceze⁠(d).

#### Guvernul de apărare națională

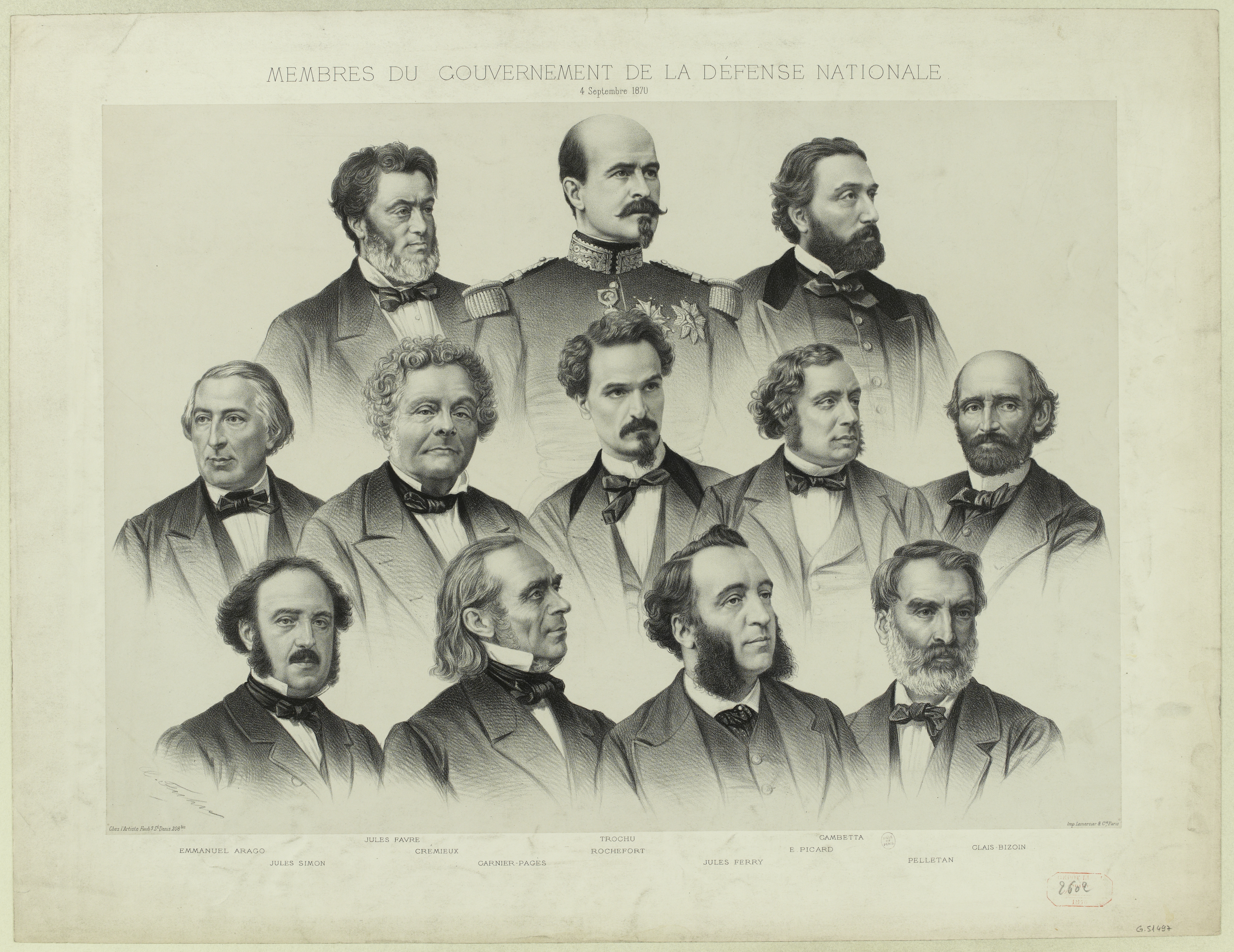
Guvernul de apărare națională. De sus în jos și de la stânga la dreapta:, generalul, Léon Gambetta,, Adolphe Crémieux,,,, Jules Simon,,,

S-a format un guvern numit de apărare națională în frunte cu generalul Louis Jules Trochu, guvernatorul militar al Parisului. Numirea acestuia era destinată să câștige armata de partea guvernului. Membrii lui mai erau Jules Favre (ministru de externe și președinte adjunct al consiliului de miniștri), Jules Ferry⁠(d) (secretarul guvernului), Léon Gambetta (ministru de interne), Ernest Picard⁠(d) (ministru de finanțe), Henri Rochefort⁠(d) (ministru fără portofoliu), Jules Simon (ministrul învățământului, cultelor și artelor), Adolphe Le Flo⁠(d) (ministru de război), Martin Fourichon⁠(d) (ministrul marinei și al coloniilor), Adolphe Crémieux (ministru de justiție). Aproape toți erau republicani.
Trupele mareșalului Bazaine tot mai rezistau la Metz. La 18 septembrie, germanii au început să asedieze și Parisul. La 30 septembrie, guvernul a decretat un moratoriu în legătură cu plata chiriilor, pentru a-i incita pe oameni să pornească la luptă. La 7 octombrie, Gambetta a părăsit Parisul cu un balon, ca să încerce a reorganiza apărarea, dar capitularea prematură a lui Bazaine cu armata lui de 150.000 de oameni a lovit grav Franța tocmai atunci când delagația guvernului reușise să organizeze la Tours așa-numita armată a Loire-ei. Astfel, germanii au putut să-și concentreze forțele asupra acestei armate nepregătite și slab înarmate, constrângând delegația guvernului să se retragă la Bordeaux.
La 18 ianuarile 1871 s-a creat Germania unită ca Imperiul German, când la palatul de la Versailles, principii germani l-au proclamat împărat al Germaniei pe Wilhelm I, regele Prusiei. Începând cu 23 ianuarie, în timp ce Parisul era bombardat de artileria germană și populația sa suferea de foame, ministrul de externe Jules Favre, care rămăsese în capitală cu majoritatea miniștrilor, a dus tratative cu germanii. După 132 de zile de asediu, s-a semnat un armistițiu care a intrat în vigoare la 28 ianuarie. Era valabil pentru trei săptămâni, și în acest interval trebuiau să fie ținute alegeri, căci cancelarul imperial (șeful guvernului) Otto von Bismarck era dispus să negocieze numai cu o putere legitimă.

#### Alegerile din 8 februarie 1871 și pacea
Uniunea republicană: 38
     Stânga republicană: 112
     Liberali: 72
     Bonapartiști: 20
     Orleaniști: 214
     Legitimiști: 182

Componența Adunării Naționale în urma alegerilor parlamentare din 1871. Numărul de mandate:
Uniunea republicană: 38
Stânga republicană: 112
Liberali: 72
Bonapartiști: 20
Orleaniști: 214
Legitimiști: 182

Un decret din 29 ianuarie 1871 a prescris regulile alegerilor în tradiția celei de-a Doua Republici, contrar regulilor din cel de-al Doilea Imperiu. Împrejurările alegerilor erau speciale: 40 de departamente erau invadate de germani, 400.000 de francezi erau prizonieri și numai la Paris a fost pregătită o campanie electorală. În afară de aceasta, în provincie, votul s-a desfășurat în reședințele de canton, din dorința guvernului ca sătenii, conservatori, să participe cât mai puțini la vot.
Miza alegerilor era nu atât forma de guvernământ, cât chestiunea păcii sau războiului. Republicanii erau divizați. Unii, precum Gambetta și radicalii voiau să continue războiul, alții erau moderați și resemnați la pace. De la burghezia liberală la monarhiști, conservatorii de diferite orientări erau uniți de partea păcii.
Adunarea Națională aleasă la 8 februarie 1871 era în majoritate monarhistă. Al doilea cel mai mare grup de deputați era format din republicani, cuprinzând și o minoritate socialistă, și mai era un mic grup bonapartist, care voia revenirea la imperiu cu un urmaș al lui Napoleon I. Alegătorii din departamentele ocupate din est, cei din sudul Franței și cei din Paris au votat în majoritate pentru republicani, deci pentru război, dar majoritatea francezilor i-a preferat pe pacifiști, deși aceasta nu însemna că ar fi optat pentru monarhie. L-au ales președinte al Adunării Naționale pe Jules Grévy, un republican moderat, care era acceptabil pentru monarhiști ca un politician care nu fusese niciodată revoluționar. Faptul că era împotriva războiului și hotărât să apere ordinea convenea perfect majorității. La 17 februarie 1871, Adolphe Thiers, fost ministru de interne al regelui Ludovic-Filip I, a fost ales aproape în unanimitate așa-numit „șef al puterii executive”, adică șef al statului. Fusese proclamată republica, dar nu exista constituție, deci nu se folosea încă termenul „președinte al republicii”. La 19 februarie, Thiers a format un guvern din miniștri cu orientare de centru-dreapta și moderați de stânga, în frunte cu Jules Dufaure care a fost numit și ministru de justiție. În programul lui, Thiers a apelat la Adunarea Națională să pună în paranteză chestiunea formei de guvernământ și să se concentreze pe ce era mai important, anume obținerea păcii, reorganizare, stimularea creditului și a muncii. În afară de aceasta, Thiers și Adunarea Națională au convenit tacit că șeful puterii executive nu va pregăti o soluție constituțională fără știrea Adunării Naționale, ci se va ocupa de necesitățile națiunii și de tratativele cu Germania.
La 21 februarie 1871, Thiers s-a întâlnit cu Bismarck. Acesta l-a anunțat că nu va prelungi armistițiul dincolo de 24 februarie și i-a făcut cunoscute condițiile fără îndeplinirea cărora nu va fi posibil un tratat de pace între cele două țări. La 26 februarie au semnat la Versailles un tratat de pace prealabil, conform căruia Germania va primi 5 miliarde de franci aur ca indemnizație de război, Alsacia (fără Belfort), iar din Lorena cea mai mare parte a departamentului Moselle și câte o parte din departamentele Meurthe și Vosges. La 1 martie 1871, într-o ședință dramatică, Adunarea Națională a ratificat tratatul cu 546 voturi pentru față de 107 contra. Printre cei care au votat contra erau toți deputații din Paris, Alsacia și Lorena. Toți au demisionat și curând i-au urmat mulți deputați republicani. Stânga radicală și socialistă a dezavuat Adunarea Națională și nu i-a mai recunoscut legitimitatea.
Tratatul definitiv, redactat în franceză conform obiceiurilor diplomatice a fost semnat la 10 mai 1871. Este cunoscut sub denumirea de tratatul de la Frankfurt.

#### Comuna (18 martie-28 mai 1871)

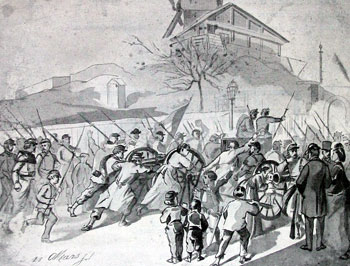
Împiedicarea de către parizieni a luării tunurilor Gărzii Naționale

Comuna din 1871 a avut drept cauză înfrângerea, atitudinea Adunării Naționale și a guvernului, precum și manifestările ideologice ale populației pariziene.
Războiul franco-german afectase puternic capitala. Trecuse printr-un asediu greu și populația suferise de foame. Parizienii nu acceptaseră armistițiul din ianuarie 1871, după ce rezistaseră germanilor timp de aproape patru luni. „În răsculați vibra un patriotism de stânga pe care îl întărâta rușinea înfrângerii”. Atitudinea Adunării Naționale în majoritate monarhistă, în ochii unor parizieni a unei „adunături de rurali”, contribuise la încingerea spiritelor. La 10 martie 1871, Adunarea Națională, care era atunci la Bordeaux, a preferat să se mute la Versailles și nu la Paris, căci vedea în acesta, pe bună dreptate, „sediul revoluției organizate, capitala ideii revoluționare”. În aceeași zi a pus capăt, prin votarea unei legi, moratoriului care scutise de unele obligații mai multe mii de meșteșugari și negustori, condamnându-i astfel la faliment, și a oprit plata soldei de un franc și jumătate pe zi a membrilor Gărzii Naționale.
În afară de aceasta, guvernul a numit trei bonapartiști la Paris pentru posturile de prefect al poliției, de comandant al Gărzii Naționale și de guvernator. Aceste numiri au fost trăite drept provocări de către parizieni, ei fiind cei care doborâseră imperiul în urma înfrângerii de la Sedan. La 9 martie 1871, prefectul de poliție a interzis principalele ziare de stânga, de exemplu Le Cri du Peuple (Strigătul poporului) al lui Jules Vallès⁠(d). Aceste măsuri au mărit tensiunea în păturile populare pariziene. După cum scrie istoricul și politologul Jean-Jacques Chevallier, „Comuna era, la conducătorii ei, expresia unui republicanism ultra-roșu, antireligios, iacobin, proletar, îndârjit de ura împotriva Adunării Naționale monarhiste”. Unii istorici văd alți factori în declanșarea Comunei din Paris. De pildă Jacques Rougerie⁠(d) subliniază reconstruirea Parisului de către Georges Eugène Haussmann în timpul celui de-al Doilea Imperiu și interpretează Comuna drept „o încercare de redobândire a spațiului urban de către popor”.
Revolta a izbucnit atunci când Thiers a încercat la 8 martie 1871 să scoată de sub controlul Gărzii Naționale cele 227 de tunuri ale sale, cumpărate cu bani adunați de parizieni. Răsculații au executat sumar doi generali, iar guvernul a părăsit Parisul în grabă. Parisul a rămas sub controlul comitetului central înființat de federația batalioanelor Gărzii Naționale în februarie 1871, care s-a instalat la primăria capitalei. La 26 martie a fost ales în fruntea capitalei un consiliu general din 90 de membri. Acesta se numește în franceză Commune de Paris, denumire care s-a extins la formațiunea statală care a rezultat în urma insurecției. 20 de membri ai consiliului erau moderați și au demisionat curând. De fapt alegerile nu au fost destul de reprezentative, căci jumătate din cetățeni nu au votat. Mișcarera pariziană s-a radicalizat și „a devenit în mod inevitabil o revoluție politică și socială”.
Văzând evenimentele, guvernul a pornit reprimarea Comunei. Germanii au sprijinit aceasta, astfel guvernul a format o armată mai ales din prizonieri de război eliberați, pe care comunarzii au numit-o „versailles-eză”. La 21 mai, această armată a pătruns în oraș și astfel a început așa-numita „săptămână sângeroasă” (21-28 mai). Comunarzii au cedat baricadă după baricadă în urma unor lupte crâncene de stradă. În cartierele încă neocupate de armată, comunarzii au executat ostatici și au dat foc mai multor clădiri considerate simboluri ale puterii centrale, ca palatul Tuileries, primăria capitalei și palatul de justiție. Luptele s-au terminat prin înfrângerea răsculaților în cimitirul Père-Lachèse. Versailles-ezii au pierdut aproape 900 de oameni, iar comunarzii au avut circa 10.000 de morți. După evenimente, tribunalele militare au pronunțat 270 de condamnări la moarte, din care s-au executat 26. Au mai condamnat 13.450 de oameni, dintre care 7.500 la deportare în Noua Caledonie, colonie franceză. Mai multe mii de comunarzi s-au exilat. Mișcarea socialistă a slăbit de tot pentru aproape un deceniu.

### Prima perioadă a celei de-a Treia Republici

#### Reformele lui Thiers

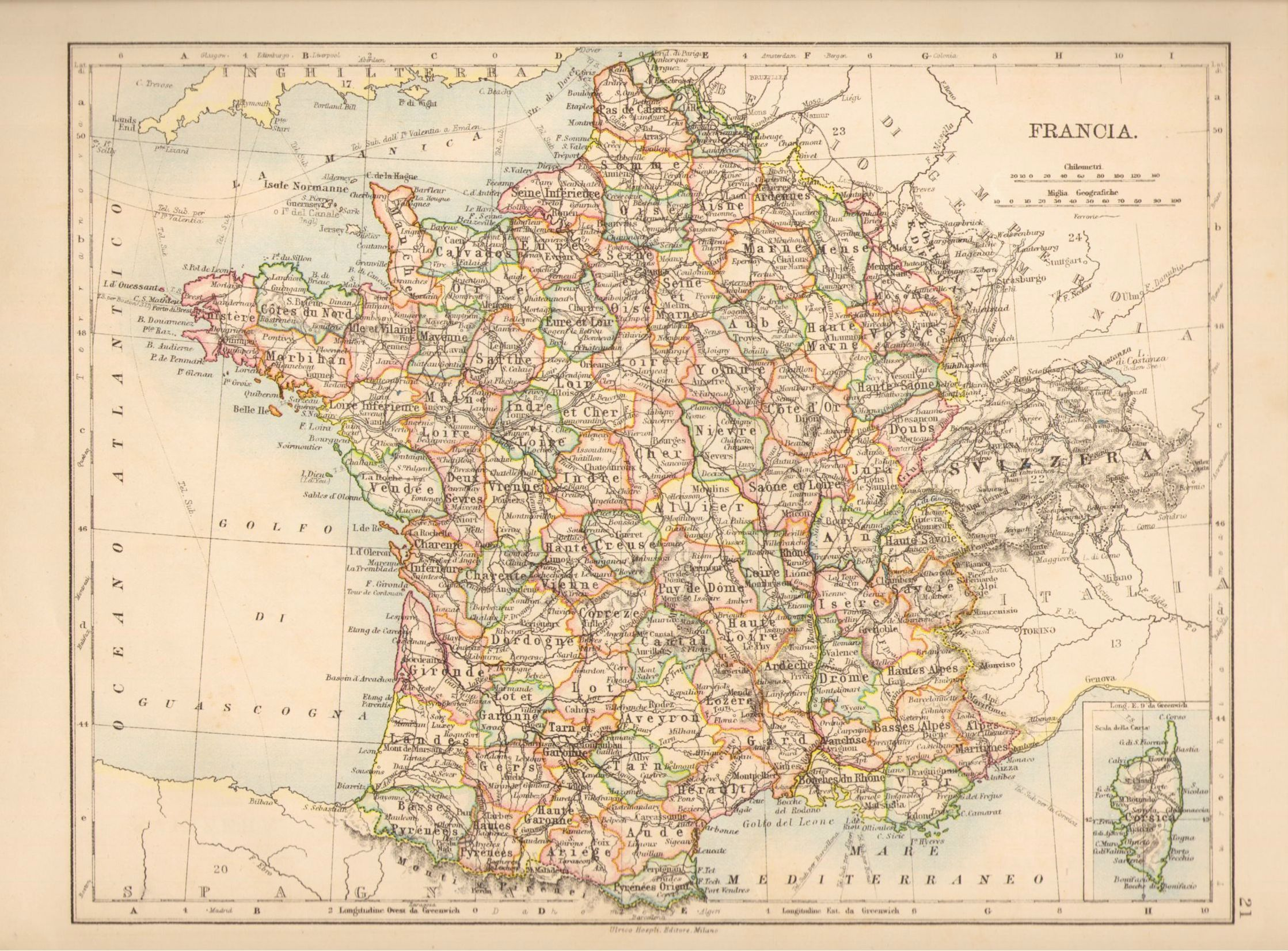
Teritoriul Franței după înfrângerea din 1871

Ca șef al puterii executive, Thiers a inițiat reforme financiare, administrative și militare.
În primul rând trebuiau plătite Germaniei, în termen de trei ani, cele 5 miliarde de franci, care corespundeau bugetului pe trei ani al Franței de atunci. Cu acest scop, Thiers a inițiat lansarea unui mare împrumut public, aprobat printr-o lege votată la 21 iunie 1871. Astfel, într-o singură zi, 27 iunie, s-au adunat 4 miliarde de franci. Germanii părăseau teritoriile ocupate, în afara celor dobândite prin tratatul de pace, pe măsură ce erau plătite tranșele din sumă. Mai întâi au fost eliberate cele patru departamente din jurul Parisului, apoi, ultima tranșă fiind plătită cu mult înainte de termen, în septembrie 1873, trupele germane au părăsit țara. Împrumutul a dublat datoria publică a Franței, dar totodată a creat și o pătură largă de deponenți participanți la dezvoltarea bursei. În 1880 vor face parte din această pătură patru milioane de francezi, față de cei un milion și jumătate din 1870.
Thiers a inițiat și două reforme administrative:
- Legea din 14 aprilie 1871 a schimbat prevederile celei din 7 iulie 1852. Primarul localităților era ales de consiliul local, la rândul lui ales prin vot universal (limitat la bărbați), în afară de orașele cu peste 20.000 de locuitori. Primarii acestora erau numiți de guvern, ca urmare a faptului că, din cauza evenimentelor Comunei, acesta nu avea încredere în populația orașelor mari. De altfel, Parisul a primit un statut special, fără primar.
- Legea votată la 10 august 1871 a menținut prefectul ca singurul reprezentant al statului la nivelul departamentului. Alegerea consiliului departamental era făcută prin vot universal (limitat la bărbați), ca în al Doilea Imperiu, dar ca noutate, departamentul a primit statut de colectivitate teritorială⁠(d).

Legea adoptată la 27 iulie 1872 i-a lipsit pe militari de dreptul de vot.

#### Thiers ca primul președinte al celei de-a Treia Republici

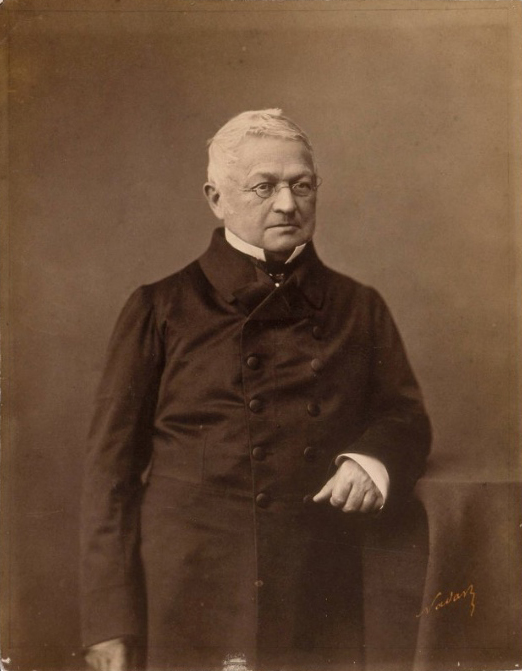
Adolphe Thiers fotografiat de Nadar

Adunarea Națională îl considerase pe Thiers indispensabil pentru tratativele în vederea retragerii trupelor germane înainte de termen. Monarhiștii voiau reinstalarea regatului, dar deocamdată nu forțau aceasta. Pe de o parte, pentru ei fusese preferabil ca nu un prinț regal să reprime Comuna, pe de altă parte voiau să evite ca restaurarea monarhiei să fie asociată de francezi cu înfrângerea și cu umilința unei ocupații străine. De aceea, Adunarea Națională l-a lăsat pe Thiers în postul de șef al puterii executive până când va fi posibilă restaurarea monarhiei. El însuși critica titlul de „șef” și îl prefera pe cel de „președinte al republicii”, care va fi folosit de atunci încolo. Adunarea Națională i-a precizat statutul printr-o lege din 31 august 1871, conform căreia mandatul președintelui dura atât cât al Adunării Naționale, iar aceasta putea oricând să-l revoce. El numea și revoca miniștrii, care erau, ca și el, răspunzători față de Adunarea Națională, și el prezida ședințele consiliului de miniștri. După istoricul Jean-Marie Mayeur⁠(d), Thiers se considera indispensabil și modul lui de guvernare era amenințarea constantă cu demisia, dar cu timpul a putut tot mai puțin să-și impună autoritatea asupra majorității.

Monarhiștii se împărțeau în două grupuri opuse, în funcție de cel pe care îl considerau moștenitor legal al tronului:
- Legitimiștii respingeau total ideile Revoluției Franceze, erau fideli drapelului alb al regatului și se grupau în jurul lui Henri d'Artois (contele de Chambord). Ca rege, el ar fi fost Henric al V-lea[26].
- Orleaniștii voiau să împace regatul cu Revoluția, acceptau tricolorul, ca și Ludovic-Filip I, „regele burghez”, și îl considerau urmaș legal la tron pe Philippe d'Orléans (contele de Paris)[29].

Pentru ca Franța să fie din nou regat, legitimiștii și orleaniștii ar fi trebuit să se alieze împotriva republicanilor, al treilea cel mai mare grup de deputați, dar aceasta nu s-a realizat. Într-un manifest din 5 iulie 1871, Henri d'Artois a refuzat tricolorul, ceea ce i-a opus pe orleaniști legitimiștilor, și la 7 iulie, declarația a 80 de deputați legitimiști a adâncit opoziția dintre cele două grupuri monarhiste.
Văzând eșecul întoarcerii monarhiei, Thiers a devenit din ce în mai mult adept al republicii. A declarat aceasta clar într-un discurs din 13 noiembrie 1872, pronunțându-se pentru o republică conservatoare din punct de vedere social și liberală din punct de vedere politic. Monarhiștii voiau din ce în ce mai mult să-l îndepărteze pe Thiers. În 1873, republicanii au avut succes în alegeri parțiale, iar mișcările de stânga, mai ales radicale, s-au întărit. Aceasta a produs teamă în rândul monarhiștilor. L-au solicitat pe Thiers să ia măsuri împotriva radicalilor, dar el nu a fost de acord. De aceea, Adunarea Națională cu majoritate monarhistă a limitat puterea președintelui printr-o lege inițiată de Albert de Broglie și adoptată la 13 martie 1873. Discursurile președintelui nu mai trebuiau să fie urmate de dezbateri, ceea ce limita timpul acordat discursurilor și le transforma în monologuri. Prin aceasta s-a stabilit pentru toată durata celei de-a Treia Republici caracterul relațiilor dintre Adunarea Națională și președintele republicii. În martie 1873, când trupele germane au părăsit țara în întregime, majoritatea monarhistă nu a mai avut nevoie de Thiers. S-a creat un grup unitar de dreapta în jurul lui de Broglie, cu scopul ca politica guvernului să fie net conservatoare. Thiers s-a găsit în minoritate și a demisionat la 24 mai 1873, dar tot se mai credea indispensabil și era convins că va fi rechemat. În aceeași seară a fost ales președinte al republicii învingătorul Comunei, mareșalul legitimist Patrice de Mac-Mahon.

#### Încercarea de restaurare a monarhiei

##### Întoarcerea la „ordinea morală”

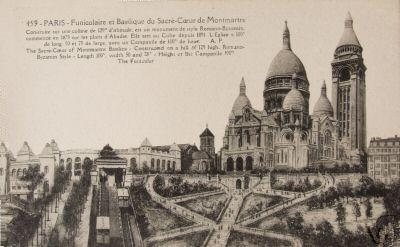
Bazilica Sacré-Cœur din Paris

În timpul președinției lui Mac-Mahon, politica guvernului s-a îndreptat către așa-numita „ordine morală”, bazându-se pe promovarea valorilor religioase. Chiar a doua zi după alegerea sa, în discursul din 25 iulie 1873 în fața Adunării Naționale, președintele a declarat: „Cu ajutorul lui Dumnezeu, devotamentul armatei noastre [... ] și sprijinul tuturor oamenilor cinstiți, vom continua lucrarea [...] restabilirii ordinii morale în țara noastră.” Prin legea din 24 iulie 1873 propusă de legitimiști, s-a hotărât construirea Bazilicii Sacré-Cœur din Paris pentru ispășirea crimelor Comunei. Piatra sa de temelie va fi pusă în 1875, construcția ei va fi terminată în 1914 și va fi sfințită în 1919. Pelerinajele din vara lui 1873 au marcat forța regăsită a Bisericii catolice asupra societății. La ele au luat parte mulți deputați. Această politică deschis religioasă era asociată cu o politică antirepublicană hotărâtă, care avea ca scop unirea monarhiștilor în continuare dezbinați. Cenzura de stat afecta presa republicană, sărbătorirea lui 14 iulie (ziua căderii Bastiliei în 1789, la începutul Revoluției Franceze) a fost interzisă, au fost îndepărtate busturile Mariannei din primăriile din „Sudul roșu”, au fost interzise înmormântările laice. În afară de aceasta, prin importanta reformă administrativă adoptată la 20 ianuarie 1874 s-a instituit numirea primarilor de către șeful statului și prefecți în toate localitățile, ceea ce a fost primit foarte nefavorabil în sate. Republicanii se opuneau acestei reforme, și aceasta i-a făcut populari. Măsurile autoritare luate în numele ordinii morale a pregătit victoria republicanilor în alegerile legislative din 1876.

##### Președinție pentru șapte ani

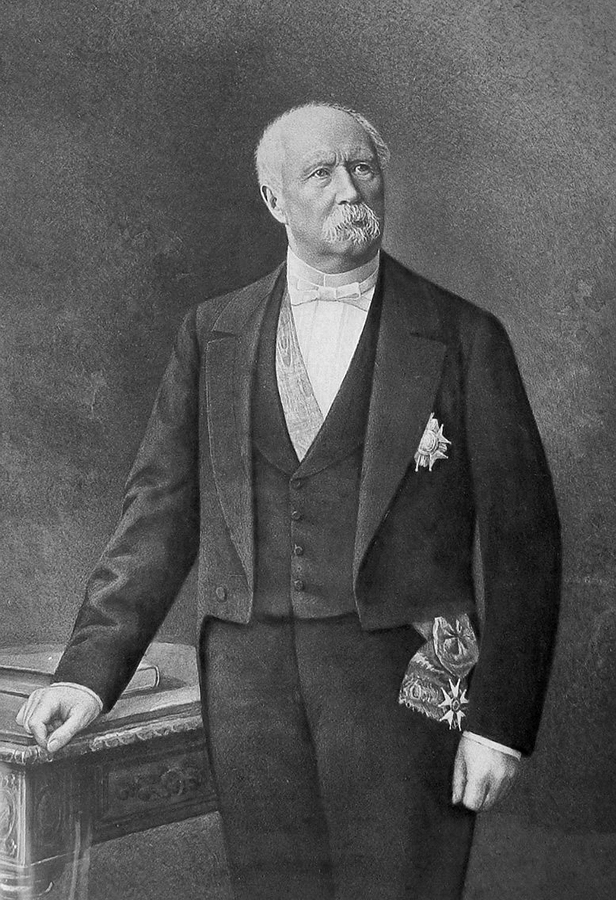
Portretul oficial al președintelui Patrice de Mac-Mahon

Mac-Mahon, a cărui ambiție politică părea să se limiteze la readucerea regatului, își asuma numai rolul de șef al statului, lăsându-i sarcina guvernării lui de Broglie, urmașul uneia din familiile aristocratice cele mai puternice din Franța. Revenirea monarhiei părea iminentă după ce la o întâlnire din 5 august 1873 dintre Henri d'Artois și Philippe d'Orléans, cel din urmă l-a recunoscut pe cel dintâi drept „reprezentantul principiului monarhic al Franței”. Orleaniștii au propus ca în cazul restaurării monarhiei, tronul să fie ocupat de pretendentul legitimist și, acesta neavând copii, urmașul lui să fie cineva din casa de Orléans. Dar d'Artois continua să nu renunțe la drapelul alb al monarhiei și unirea monarhiștilor a eșuat din nou. D'Artois avea atunci 50 de ani și orleaniștii au hotărât să aștepte decesul acestuia. De aceea, la îndemnul lui de Broglie, prin legea din 20 noiembrie 1873, mandatul lui Mac-Mahon a fost prelungit la șapte ani. Legitimiștii i-au învinovățit pe de Broglie și pe orleaniști pentru eșecul restaurării monarhiei, de aceea, la 16 mai 1874 au votat împreună cu republicanii împotriva unui proiect de lege al guvernului. Ca urmare, acesta a demisionat, și de Broglie a fost înlocuit de generalul Ernest Courtot de Cissey care a format un guvern din politicieni de dreapta și centru-dreapta.

#### Evoluția către un regim republican

##### Legile constituționale din 1875
În iulie 1874, republicanul conservator Auguste Casimir-Perier⁠(d) a cerut începerea elaborării viitoarei constituții. La 30 ianuarie 1875 s-a adoptat o modificare de lege propusă de Henri-Alexandre Wallon⁠(d), conform căreia președintele republicii va fi ales pentru șapte ani de către un viitor senat reunit împreună cu o viitoare cameră a deputaților reunite în Adunarea Națională, cu majoritatea absolută a parlamentarilor, și va putea fi reales. Această prevedere a introdus caracterul impersonal al funcției prezidențiale, dat fiind că până atunci, mandatul de șapte ani fusese valabil numai în cazul lui Mac-Mahon personal.
Legea din 24 februarie 1875 se referea la Senat. Acesta, drept cameră superioară, urma să fie compus din 300 de senatori aleși prin vot indirect, de către un colegiu electoral departamental, dintre care 75 pe viață. Aceștia urmau să fie aleși de însuși Senatul. Conform tradiției Primei Republici, republicanii ar fi dorit un parlament unicameral ales prin vot universal (limitat la bărbați). Ideea unei a doua camere, aleasă de către puterile locale, corespundea concepției despre parlamentarism a orleaniștilor. Totuși, cedând în fața necesității unei constituții, republicanii au acceptat Senatul cu gândul că mai târziu îl vor elimina. Monarhiștii au acceptat republica sperând că Senatul va fi conservator și va constitui o contrapondere față de Camera Deputaților eventual cu majoritate de stânga.
Legea adoptată la 25 februarie 1875 se referea la organizarea puterilor în stat. Conform acesteia, președintele republicii urma să aibă inițiativă legislativă, la fel ca membrii celor două camere; să proclame legile după adoptarea acestora de către cele două camere; să supravegheze aplicarea legilor; să grațieze; să dispună de armată; să numească persoane pentru orice post civil și militar; să prezideze ceremoniile naționale; să dizolve parlamentul. Adunarea Națională de până atunci va deveni Camera Deputaților, iar termenul „Adunare Națională” va denumi cele două camere reunite pentru eventualele modificări ale legilor constituționale.
Legea votată la 16 iulie 1875 stabilea relațiile dintre puterile din stat.
După îndeplinirea rolului său de adunare constituantă, Adunarea Națională de până atunci și-a încetat activitatea la 31 decembrie 1875.

##### Criza de la 16 mai 1877 și victoria republicanilor
Extrema stângă: 40
     Uniunea republicană: 67
     Stânga republicană: 149
     Centru-stânga: 99
     Constituționaliși și orleaniști: 41
     Bonapartiști: 88
     Legitimiști: 45
     Alții: 4

Componența Camerei Deputaților în urma alegerilor din 1876. Numărul de mandate:
Extrema stângă: 40
Uniunea republicană: 67
Stânga republicană: 149
Centru-stânga: 99
Constituționaliși și orleaniști: 41
Bonapartiști: 88
Legitimiști: 45
Alții: 4

Alegerile pentru Senat din 30 ianuarie au avut ca rezultat o foarte mică majoritate de dreapta. Republicanii aveau 149 de senatori (84 de centru-stânga, 50 de stânga și 15 radicali) față de 151 de dreapta (98 de orleaniști de centru-dreapta, 40 de bonapartiști și 13 legitimiști). Alegerile pentru Camera Deputaților din 20 februarie și 5 martie 1876 le-au adus o mare victorie republicanilor, în ciuda cenzurii exercitate asupra presei care îi sprijinea. Republicanii dominau capitala, celelalte orașe mari, Nord-Estul, Sud-Estul și Masivul Central. Sud-Vestul era mai ales bonapartist, iar restul țării în majoritate monarhist.
Mac-Mahon l-a numit șef al guvernului pe Jules Dufaure, un politician de centru-stânga, republican conservator și catolic. Printr-un decret din 8 martie 1876 și-a luat titlul de „președinte al Consiliului de Miniștri”, ca să-și sublinieze autoritatea în raport cu președintele republicii. S-au creat tensiuni între Camera Deputaților și Dufaure când au început dezbateri despre invalidarea mandatului deputaților ostili republicii, epurarea administrației prefectorale și amnistierea comunarzilor. Dufaure a pierdut încrederea majorității republicane și a demisionat la 3 decembrie. Atunci Mac-Mahon l-a numit în fruntea guvernului pe Jules Simon, fost ministru al lui Thiers, profesor de filozofie la Sorbona și republican conservator. În 1877 au avut loc în Camera Deputaților discuții aprinse despre eventualul caracter public al ședințelor consiliilor locale. Monarhiștii erau împotrivă, iar republicanii pentru. Mac-Mahon i-a reproșat lui Simon că nu este destul de energic cu deputații radicali și la demis la 16 mai 1877. Considera că constituția îi dă dreptul să-și impună propria linie politică și, ignorând majoritatea Camerei, l-a numit președinte al Consiliului de Miniștri pe Albert de Broglie. Guvernul acestuia a început epurări. A înlocuit 62 de prefecți și pe aproape toți subprefecții, și a demis 1.385 de funcționari publici. Camera nu i-a dat votul de încredere lui de Broglie, de aceea Mac-Mahon a dizolvat-o la 25 iunie.
Campania electorală a fost foarte animată și participarea la alegeri, în 14 și în 28 octombrie, a fost foarte mare, 80,6%. Republicanii au pierdut 40 de mandate, dar au rămas majoritari. Mac-Mahon nu a acceptat rezultatul alegerilor și a vrut să dizolve din nou Camera Deputaților, dar Senatul nu a aprobat aceasta. Mac-Mahon a cedat și la 13 decembrie 1877 l-a rechemat pe Dufaure care a inclus și personalități de stânga în guvern, de exemplu pe Charles de Freycinet ca ministru al muncii. Alegerile locale din 6 ianuarie 1878 au fost câștigate de republicani, iar alegerile din 30 ianuarie pentru înnoirea unei părți a Senatului au avut ca rezultat o majoritate importantă de republicani. Mac-Mahon s-a izolat, nu mai putea conta pe Senat și la 30 ianuarie a preferat să demisioneze decât să semneze un decret privind epurările de făcut în armată.

## Belle Époque(1879-1914)

### Republica „oportunistă” (1879-1898)
În ziua demisiei lui Mac-Mahon, 30 ianuarie 1879, a fost ales președinte al republicii Jules Grévy.
Triumful republicii a fost marcat de mai multe acte simbolice:
- La 14 februarie 1879, La Marseillaise a devenit din nou imnul național. De fapt era același din 1795, deoarece decretul prin care fusese adoptată ca imn nu fusese abrogat niciodată de regimurile anterioare[41].
- La 6 iulie 1880, ziua de 14 iulie a fost decretată sărbătoare națională.
- La 11 iulie 1880 au fost amnistiați comunarzii condamnați.
- Multe căi publice au primit numele „Republicii”.

#### Guvernele Jules Ferry (1879-1885)
În 1879, republicanii se împărțeau în mai multe orientări. Cei de centru-stânga erau moderați din punct de vedere politic și conservatori în chestiunile sociale. Aceștia formau două grupuri: stânga republicană, în frunte cu Jules Ferry, și uniunea republicană, condusă de Léon Gambetta. Cei de centru-stânga considerau că ideea republicană putea progresa numai treptat în societate înainte de a o domina complet. Ei erau numiți „oportuniști”. Radicalii, în frunte cu Georges Clemenceau erau pentru dominația completă imediată a republicii, promovau un laicism categoric, voiau introducerea impozitului pe venit și se pronunțau împotriva colonizării. Alegerile pentru Camera Deputaților din 1881 au întărit majoritatea republicanilor. Erau 475 contra 88 de conservatori.
Jules Ferry a fost principala personalitate a guvernelor dintre 1879 și 1885, ca ministru al învățământului public, ministru de externe sau președinte al Consiliului de Miniștri. A inițiat mai multe reforme privitoare la învățământ, la justiție și în oarecare măsură la constituție.

##### Învățământul

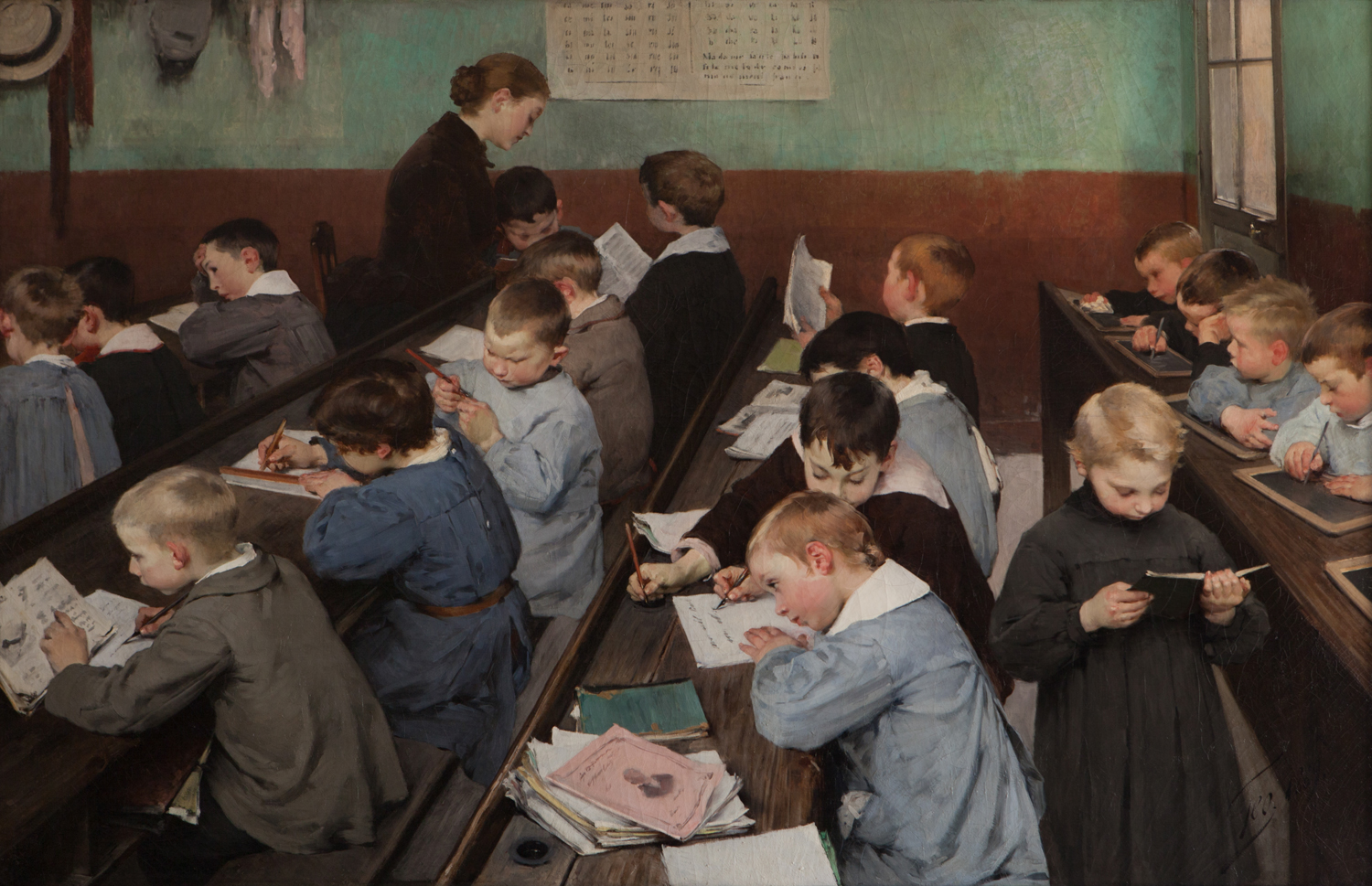
Școala republicană, așa cum o vedea pictorul în 1889

În ochii republicanilor, școala trebuia să fie instrumentul francezilor în lupta împotriva ignoranței și pentru dezvoltarea conștiinței cetățenești. În domeniul învățământului încercau să recupereze rămânerea în urmă față de Germania, explicând înfrângerea din 1871 și prin avansul germanilor în acest domeniu. De aceea, pentru ei, școala trebuia să fie gratuită, obligatorie și laică, pentru a forma cetățeni luminați.
Două decrete date la 29 martie 1880 au obligat ordinul iezuit, care se ocupa intens de învățământ, să se dizolve în Franța în termen de trei luni, iar celelalte ordine călugărești să-și ceară autorizarea în termen de trei luni. Prin legea din 1 iunie 1881, propusă de Ferry, s-a introdus învățământul gratuit în școlile primare de stat și obligativitatea învățătorilor de a obține certificat de capacitate. Această lege a fost completată de cea din 28 martie 1882, care prevedea obligativitatea școlarizării băieților și fetelor între 6 și 13 ani, și caracterul laic al școlii. Terminarea cu succes a învățământului obligatoriu urma să fie validată printr-un certificat obținut în urma unui examen public. Legea votată la 30 octombrie 1886 a dispus și laicitatea învățătorilor. Pregătirea lor fusese deja regularizată prin legea din 9 august 1879 propusă de Paul Bert. În fiecare departament trebuia să existe o școală de nivel secundar numită „normală primară”, de pregătire a învățătorilor și învățătoarelor. Profesorii acestora erau absolvenți a două școli normale superioare, cea de la Fontenay-aux-Roses, pentru studente și cea de la Saint-Cloud, pentru studenți.

##### Modificarea constituției
Era greu să fie modificate legile constituționale din 1875, căci generau controverse în parlament, chiar și între republicani. Radicalii, în numele concepțiilor lor iacobine, voiau parlament unicameral, dar liberalii voiau să păstreze Senatul pentru a echilibra puterea Camerei Deputaților. Jules Ferry a devenit apărătorul Senatului, iar acesta a cedat în domeniul învățământului, mai ales în chestiunea caracterului său laic.
Legea constituțională din 14 august 1884 a eliminat rugăciunea publică de la deschiderea sesiunilor parlamentare, a interzis alegerea ca președinte al republicii a vreunui prinț regal și revizuirea formei de guvernământ republicane. În fine, legea constituțională din 9 decembrie 1884 a eliminat înlocuirea senatorilor pe viață decedați.

##### Libertățile cetățenești republicane
Sistemul republican a pus capăt măsurilor luate de guvernarea în numele ordinii morale. Legea din 29 iulie a instituit reguli liberale în domeniul presei. Prin legea din 30 iunie 1881 s-a consacrat libertatea de adunare fără autorizare. Aceasta a fost înlocuită cu o declarație prealabilă, eliminată și ea în 1907. În domeniul social, legea din 21 martie 1884 propusă de Pierre Waldeck-Rousseau⁠(d) a permis înființarea de sindicate pentru angajați, în afară de funcționarii publici și de organismele din subordinea statului. Pe plan familial, legea din 27 iulie 1884, inițiată de Alfred Naquet⁠(d) a reintrodus dreptul la divorțul cerut din culpa unuia dintre soți. În fine, în domeniul administrației, conform legii din 5 aprilie 1884, în toate localitățile, consiliul local urma să fie ales din patru în patru ani prin vot universal (limitat la bărbați), iar primarul și adjuncții săi urmau să fie aleși de consiliul local.

##### Epurările care i-au afectat pe conservatori
Puterea republicană a pornit ample epurări. Prefecții numiți în mai 1877 de către guvernul de Broglie, în decembrie ori au demisionat, ori au fost demiși. Unele corpuri din administrație erau încă conservatoare, mai ales cel al magistraturii, dar în cursul aplicării decretelor împotriva ordinelor călugărești, 200 de magistrați au refuzat să-i expulzeze pe iezuiți și au demisionat. Între aprilie 1880 și iunie 1884 au fost obligați să-și părăsească postul 600 de magistrați. Legea din 30 august 1883 a suspendat pe trei luni inamovibilitatea judecătorilor, pentru ca în această perioadă să poată fi pensionați oponenții republicii, mai ales cei care după 2 decembrie 1851 au fost de partea lui Louis Napoléon Bonaparte împotriva ei. Prin epurarea justiției, republicanii voiau să se asigure că deciziile ei nu vor contraveni voinței parlamentului.

#### Criza cauzată de boulangism

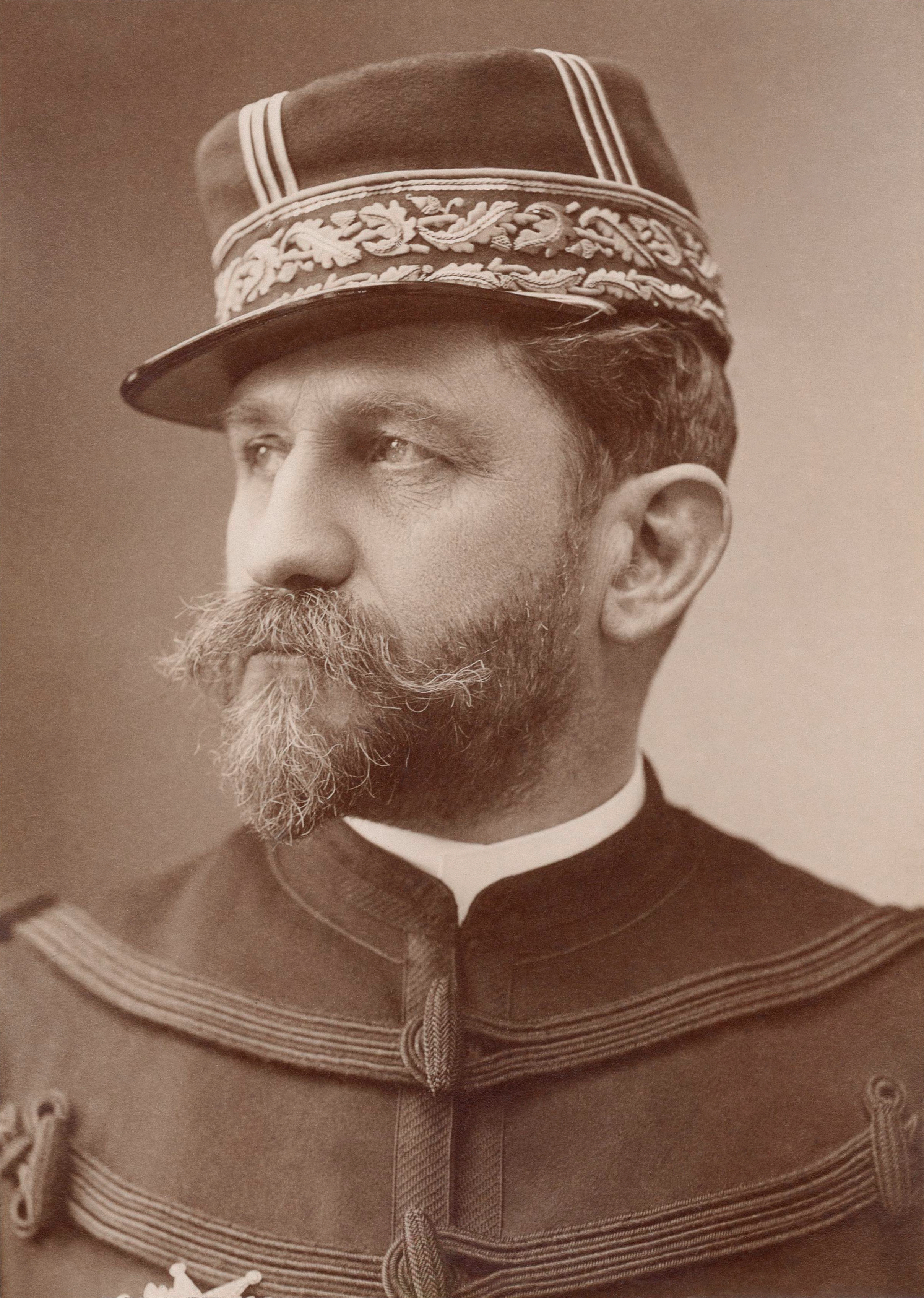
Generalul Georges Boulanger fotografiat de Nadar

După opinia lui Jean-Marie Mayeur, perioada fondatorilor republicii a luat sfârșit odată cu cel al ultimului guvern al lui Jules Ferry, și a început o epocă în care orientările împotriva regimului au cauzat o instabilitate guvernamentală crescută.

##### Alegerile din 1885 și instabilitatea guvernamentală
Alegerile ținute în 1885 au adus întărirea extremelor, adică revenirea în forță a conservatorilor și un număr mai mare de deputați radicali. Camera Deputaților formată din cele trei grupuri (conservatori, republicani oportuniști și radicali) a devenit imposibil de dirijat, ceea ce a provocat instabilitate guvernamentală. De la căderea guvernului Ferry în 1885 până în 1889 s-au succedat șapte guverne. Opinia publică era revoltată de frecventele schimbări de guvern și instabilitatea a pregătit terenul pentru o mișcare antiparlamentaristă condusă de un general, Georges Boulanger.
Instabilitatea guvernamentală a caracterizat a Treia Republică până la sfârșitul acesteia. Între 1871 și 1940, Franța a avut 104 guverne. Unele au rezistat doar o zi. Totuși, această instabilitate era oarecum aparentă, prezentând de fapt un fel stabilitate în sensul că consta mai mult în schimburi de portofolii între aceiași oameni, astfel încât la putere au fost numai circa 100 de persoane în toată perioada celei de-a Treia Republici.

##### Originea boulangismului
Populația era nemulțumită de instabilitatea guvernamentală, dar și, din punctul ei de vedere, de prea puținele măsuri sociale luate de putere, mai ales de către radicali. O manifestare a acestei nemulțumiri a fost, de exemplu, greva muncitorilor din construcții din 1888.
Conform părerii istoricului de orientare marxistă Gérard Noiriel, politica republicanilor s-a deosebit de cea a regimului conservator mult mai puțin pe plan economic și social, decât în domeniul învățământului și al presei. Prima mare criză a capitalismului dintre 1873 și 1896 a găsit puterea republicană nepregătită, deoarece nu a luat destul în seamă semnele schimbării conjuncturii. Criza bancară pornită în 1873 din Viena s-a răspândit și a cauzat în 1882 falimentul băncii Union générale și krachul bursei din Paris, ceea ce a dus la multe tensiuni sociale și economice în Franța.
Valul antiparlamentarist a fost alimentat mai ales de „scandalul decorațiilor” izbucnit în octombrie 1887. Ginerele președintelui republicii Grévy, deputatul Daniel Wilson⁠(d), făcea trafic cu Legiunea de onoare, ceea ce l-a obligat pe Grévy să demisioneze. În locul lui a fost ales Marie-François-Sadi Carnot. Mulți oameni au ajuns la concluzia că membrii parlamentului formau o oligarhie coruptă.
La aceasta s-a adăugat trezirea naționalismului revanșist. Liga patrioților, înființată în 1882, voia să dezvolte „puterea morală și fizică a națiunii” cu scopul de a relua ce a pierdut în război. De aceea, lua poziție împotriva extinderii imperiului colonial francez, considerând că aceasta îi distrăgea pe francezi de la adevărata lor sarcină, și dorea sfârșitul parlamentarismului, căci parlamentul de atunci promova colonizările.
Boulanger și-a început cariera politică în 1886. Era un ofițer republican, de stânga, aproape radical. Îl sprijineau prieteni de extrema stângă, mai ales Georges Clemenceau, ca pe cineva care era capabil să inculce convingeri republicane în bastionul monarhist care era armata. A fost numit ministru de război și a devenit popular în rândul militarilor prin ameliorarea condițiilor de viață și a echipării lor, totodată făcând populară armata. Republicanii radicali și cei moderați îl simpatizau deocamdată, însă a început să se arate naționalist și revanșist, apropiindu-se de Liga patrioților. În același timp avea și vederi antiparlamentariste, cerea modificarea constituției, susținea că vrea să redea cuvântul poporului, să restabilească suveranitatea acestuia confiscată de parlamentarism.
A primit numele de boulangism mișcarea reprezentată de Boulanger. Adepții lui aveau în comun nemulțumirea de parlamentarism, dar altfel aparțineau unor orientări diferite. Unii erau monarhiști, care vedeau în el un mijloc de a doborî regimul, alții erau republicani convinși, mulți chiar radicali, care condamnau corupția și cereau măsuri sociale, iarăși alții erau naționaliști care doreau o revanșă împotriva Germaniei. După Raymond Saleilles⁠(d), boulangismul se explica prin sentimentul nevoii de un stat puternic.

##### Reacția republicană la boulangism
În 1887, revanșismul, popularitatea crescândă a lui Boulanger și capacitatea lui de mobilizare a antiparlamentariștilor îi nelinișteau deja pe republicani, de aceea doreau să se debaraseze de el. Până în 1889 au încercat în mod continuu să-l îndepărteze din viața politică, în timp ce popularitatea lui creștea mereu. Până la urmă a fost pornită împotriva lui o procedură judiciară și a fost nevoit să fugă din țară. A și fost condamnat în lipsă. Între timp, mișcarea boulangistă a reușit să aibă deputați, Boulanger continua să o conducă din exil, dar a început să dezamăgească când una, când alta din orientările mișcării, și în lipsa lui, boulangismul a decăzut treptat.
În acea vreme, la alegeri era folosit scrutinul proporțional plurinominal (pe liste) și era posibil ca o persoană să candideze în mai multe circumscripții electorale. Aceasta îl favoriza pe Boulanger, dar legea electorală din 17 iulie 1889 a înlocuit acest sistem cu scrutinul majoritar uninominal. Acesta era favorabil personalităților republicane consacrate, deși la începuturile republicii, unii fondatori ai ei, precum Gambetta, se temeau de caracterul prea personal al alegerilor.
Republica parlamentară a ieșit întărită din episodul boulangist, învingându-și adversarii și îndepărtând elementele sale prezidențialiste. Înfrângerea lui Boulanger a contribuit la divizarea adversarilor de dreapta și la moderarea celor de stânga, ceea ce a dus la pierderea Parisului de către radicalism și implantarea acestuia în provincie.

#### Republica înnoită

##### Expansiunea colonială
Jules Ferry a relansat expansiunea colonială între anii 1881 și 1885 impunând protectoratul Franței asupra Tunisiei înaintea Italiei. A înființat un protectorat și în Annam, cum se numea în acea epocă partea centrală a Vietnamului, și un altul în Tonkin, partea de nord a Vietnamului, pe lângă Cochinchina, mai de demult colonie franceză. Germania privea cu ochi buni aceasta, deoarece astfel gândul francezilor era deturnat de la revanșă.
Politica colonială a republicanilor oportuniști avea mai multe motive:
- dorința extinderii debușeurilor economiei franceze;
- dorința ca Franța să fie o mare putere colonială, să se restabilească puterea ei de altădată în lume și să se poată pregăti pentru revanșa împotriva Germaniei;
- convingerea că Franța republicană trebuia să aibă un rol civilizator, că era purtătoarea unui mesianism umanist.

Această politică era atacată atât de dreapta monarhistă și naționalistă, cât și de stânga radicală, căci războaiele coloniale deturnau Franța de la revanșă.

##### Cuceririle în Africa și conflictul cu Regatul Unit
Pornind din bazele sale din Algeria, Senegal și de pe coasta Congoului, Franța a creat cel mai mare domeniu colonial din Africa, cu Africa Ecuatorială Franceză, Africa Occidentală Franceză⁠(d) și Madagascarul. Aceasta a provocat o concurență cu Regatul Unit, față de care a suferit câteva pierderi. Mai întâi a renunțat la poziția sa puternică în Egipt. Regatul Unit a profitat de slăbirea Franței și în 1875 a depășit-o în privința participării financiare în Compania Canalului de Suez, apoi, în 1882 și-a impus protectoratul asupra Egiptului. În fine, în 1898, în urma indicentului Fashoda, Franța a renunțat la toată valea Nilului. Această concurență a complicat pentru o vreme relațiile dintre cele două țări.

##### Alianța franco-rusă
La sfârșitul secolului al XIX-lea, Europa era dominată de două opoziții. În vestul continentului, Franța nu renunța la recuperarea Alsaciei și Lorenei, în timp ce Germania ținea să și le păstreze. În est, Austro-Ungaria și Rusia erau rivale pentru dominarea Peninsulei Balcanice.
La congresul de la Berlin din 1878, în care s-au stabilit modalitățile unei noi reduceri a Imperiului Otoman, Rusia a exprimat pretenții ambițioase, pe care Austro-Ungaria le-a respins cu ajutorul Regatului Unit. Apoi Austro-Ungaria a cerut Germaniei o alianță specială, pe care a obținut-o în 1879. Italia li s-a alăturat în 1882 și au format Tripla Alianță.
Față de această alianță, Franța s-a apropiat treptat de Rusia. Erau foarte diferite în privința formelor de guvernământ, prima fiind o republică parlamentară, iar cealaltă un imperiu autocrat, dar Franța era interesată de această apropiere. Unul din motive era financiar, căci avea economii importante de plasat în Europa, pe când Rusia, în plină dezvoltare, ducea lipsă de capital. Din punct de vedere militar, alianța încheiată la 17 august 1892 conținea o convenție secretă prin care cele două țări urmau să-și mobilizeze reciproc armatele în caz de pericol german pentru Franța, respectiv de pericol austro-ungar pentru Rusia. Pentru marcarea noii prietenii, în octombrie 1896, țarul Nicolae al II-lea al Rusiei a făcut o vizită de stat în Franța, iar în anul următor, Félix Faure, președintele republicii, la Sankt Petersburg. Franța, mult timp izolată diplomatic în urma Războaielor Napoleoniene, și-a găsit în sfârșit un aliat.

### Republica radicală (1898-1914)

#### Afacerea Dreyfus (1894-1906)

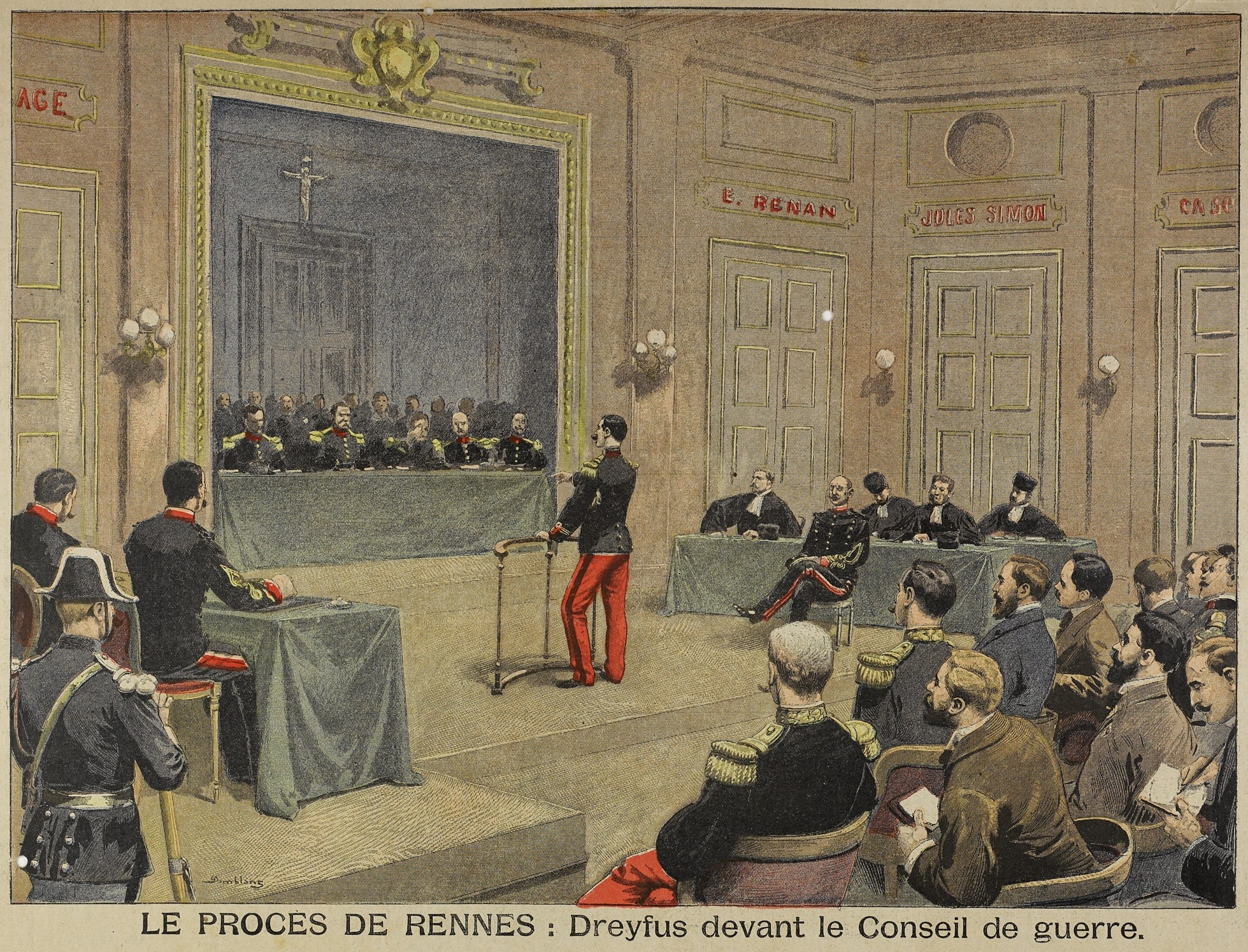
Procesul lui Alfred Dreyfus la tribunalul militar din Rennes

În 1894, căpitanul de origine evreiască Alfred Dreyfus a fost acuzat pe nedrept de spionaj și condamnat la detenție pe viață pe Insula Diavolului din Guiana franceză. În țară s-a întețit antisemitismul. În 1896, colonelul Marie-Georges Picquart⁠(d) l-a descoperit pe adevăratul vinovat, dar armata și organele sale judiciare nu au vrut să-și recunoască greșeala. Opinia publică și presa s-au împărțit în două tabere. Apărătorii lui Dreyfus au cerut victoria dreptății , reabilitarea lui Dreyfus, oricare ar fi fost consecințele pentru prestigiul armatei. Mulți s-au înscris în Liga pentru drepturile omului, creată atunci. Acuzatorii lui Dreyfus au întețit în continuare valul antisemit. Aceștia erau în majoritate naționaliști de extrema dreaptă și se organizau în deja existenta Ligă a Patrioților sau în Liga Patriei Franceze înființată atunci. În 1899 au încercat și o lovitură de stat. În același an, Dreyfus a fost readus în Franța și la un nou proces din 7 august, a fost condamnat la 10 ani de închisoare, dar în luna următoare, în 19, președintele republicii l-a grațiat. În 1906, Curtea de Casație⁠(d) a anulat condamnarea lui Dreyfus, apoi acesta a fost reluat în armată.
În rândul apărătorilor lui Dreyfus au sporit sentimentele antimilitariste. Stânga, care urmase până atunci tradiția patriotismului iacobin, de-acum respingea naționalismul. Acesta a devenit caracteristica dreptei. Afacerea Dreyfus a pus capăt rolului dominant al republicanilor moderați și era deja imposibil să se mențină o orientare de centru. S-a adâncit prăpastia dintre stânga și dreapta.
S-a creat o alianță numită „de apărare a republicii” între toate orientările de stânga: radicali, radical-socialiști, republicani socialiști și socialiști. Mai târziu, la aceștia s-au alăturat și așa-numiții „socialiști independenți”, care nu voiau să fie membrii niciunei organizații socialiste.

#### Separarea cultelor de stat

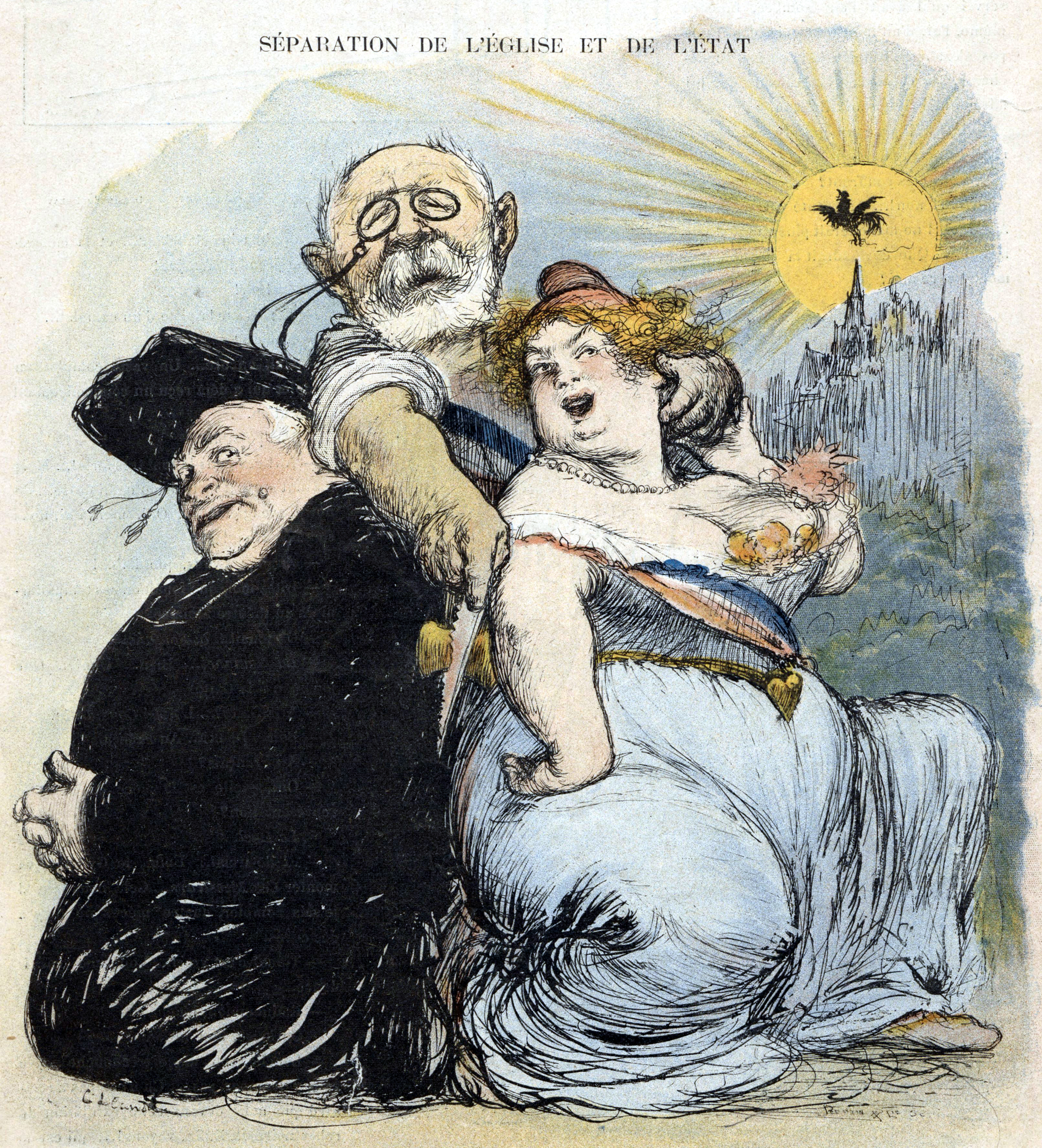
Ministrul învățământului public desparte cultele de stat. Caricatura lui din numărul din 20 mai 1905 al săptămânalului '

Afacerea Dreyfus a fost urmată de un nou avans al stângii în alegerile din 1898, împotriva adepților unui regim mai autoritar, care aveau bastioane în armată și în Biserica Catolică. Republicanul liberal Pierre Waldeck-Rousseau a format un guvern în care a inclus și un politician socialist ca ministru al muncii. A efectuat o epurare în armată și a propus legea votată în 1901 privitoare la asociații, care a obligat congregațiile religioase la autorizare administrativă. Acesta a fost guvernul cu durata cea mai lungă din timpul celei de-a Treia Republici, în funcție până în 1902.
În 1901 au început să se formeze partidele politice propriu-zise, în sensul dat termenului în secolele a XX-lea și al XXI-lea. Primul a fost, fondat în acel an, Partidul Republican Radical și Radical-Socialist.
Alegerile din 1902 au adus triumful acestui partid și al socialiștilor independenți. Guvernul lui Émile Combes⁠(d) a adoptat măsuri anticlericale și mai severe decât guvernul anterior. A autorizat numai cinci congregații religioase și a închis 3.000 de școli catolice. În 1904 s-au rupt relațiile diplomatice cu Vaticanul. În ianuarie 1905, acest guvern a căzut din cauza unui scandal, când s-a aflat că în Grand Orient de France al francmasonilor se redactau pentru Ministerul de Război fișe despre vederile politice ale ofițerilor superiori.
La inițiativa deputatului socialist Aristide Briand a fost votată la 9 decembrie 1905 legea privitoare la separarea cultelor de stat, conform căreia episcopii nu mai erau numiți de stat și acesta nu-i mai plătea pe clerici.
Alegerile din 1906 au fost câștigate de Partidul Republican Radical și Radical-Socialist. Din octombrie 1906 până în iunie 1908 guvernul a fost condus de Georges Clemenceau. Ca ministru al cultelor, Aristide Briand a aplicat în mod pragmatic legea separării cultelor de stat, iar ministrul de finanțe Joseph Caillaux⁠(d) a propus introducerea impozitului pe venit, dar acesta n-a fost aprobat de Senat decât în 1914.

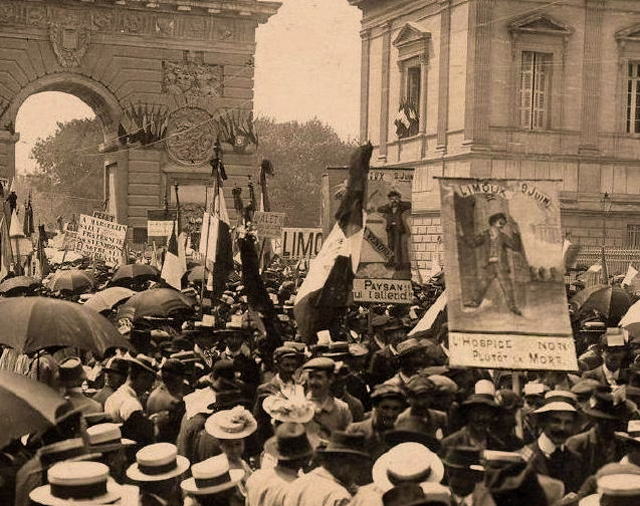
Manifestație a viticultorilor la Montpellier (1907)

Guvernul Celmenceau s-a confruntat cu greve importante și le-a reprimat cu brutalitate. În aprilie și iunie 1907, în Languedoc și în Roussillon⁠(d), viticultorii au organizat mari manifestații împotriva fraudării vinurilor, cea mai mare la Montpellier. Clemenceau a trimis armata împotriva lor. Arestarea conducătorilor a provocat tulburări. La Narbonne, armata a tras în mulțime, apoi la Béziers, circa 500 de soldați s-au răsculat și populația i-a primit cu căldură. Clemenceau a replicat cu noi demonstrații de forță, dar la 23 iunie 1907 s-a votat o lege care reprima folosirea masivă a zahărului în producerea vinurilor.

#### Politica externă între 1898 și 1912
Din 1898, ministru de externe a fost Théophile Delcassé⁠(d), timp de șapte ani. El a întărit alianța cu Rusia și a dus o politică continuă de apropiere, pe de o parte cu Italia, pe de alta cu Regatul Unit. Cu acesta s-au încheiat în 1904 o serie de acorduri pentru rezolvarea litigiilor dintre cele două țări în Africa, America și Asia. În urma acestora, relația dintre cele două țări a fost calificată drept fr  entente cordiale „înțelegere cordială”.
Între timp, Franța a încercat să-și extindă influența asupra Marocului, prin aceasta intrând în conflict cu Germania. În legătură cu aceste complicații, Germania a cerut demiterea lui Delcassé și a obținut-o la 6 iunie 1905. În 1906 a fost organizată o conferință internațională la Algeciras, în Spania, pe tema pretențiilor unor țări europene, în principal Franța, Spania și Germania în legătură cu Marocul. La aceasta, Germania s-a văzut izolată. Marocul și-a păstrat independența, dar în legătură cu el au fost avantajate interesele financiare franceze.
Germania părea resemnată cu situația, dar în 1911, Franța a depășit spațiul de manevră în Maroc stabilit pentru ea la Algeciras. A intervenit în conflictul dintre conducerea țării și câteva triburi răsculate, ocupând regiunea acestora. Germania a reacționat ducând o unitate militară relativ redusă la Agadir. În guvernul francez s-au iscat discuții despre o eventuală confruntare militară cu aceasta, dar în final s-a ajuns la tratative. Ca rezultat, Germania a dat mână liberă Franței în Maroc și în schimb a primit o parte importantă din Congoul francez. Până la urmă, în 1912, Franța a obținut ca Marocul să fie protectorat francez.
În 1907, Rusia s-a înțeles cu Regatul Unit în privința zonelor lor de influență în Asia, și cu aceasta a devenit practic membrul a ceea ce s-a numit în franceză Triple-Entente „Tripla Înțelegere”, numită în română „Antanta”. Acest bloc era în opoziție cu cel format încă din 1882 din Germania, Austro-Ungaria și Italia, numit „Tripla Alianță”. Această opoziție s-a accentuat tot mai mult în urma anexării, în 1908, a Bosniei și Herțegovinei de către Austro-Ungaria, apoi a Războaielor Balcanice din 1912 și 1913.

## Dificultăți și prăbușire (1914-1940)

### Încercările din Primul Război Mondial
După ce la 28 iunie 1914, la Sarajevo, naționalistul [[Sârbi|sârb Gavrilo Princip l-a asasinat pe Franz Ferdinand, moștenitorul tronului austro-ungar, s-a declanșat mecanismul amenințării războiului după logica alianțelor. La 1 august, Franța și-a mobilizat armata, iar la 3 august, Germania i-a declarat război. La 4 august, Regatul Unit a declarat război Germaniei și trupele sale au început să lupte împreună cu francezii. Deși anterior socialiștii fuseseră împotriva participării la război, motiv pentru care Jean Jaurès, liderul lor fusese asasinat la 31 iulie, toată paleta politică franceză, de la extrema stângă la extrema dreaptă s-a unit în chestiunea luptei cu Germania. La început, germanii au avut succese, dar sub comanda generalului Joseph Joffre, armata franceză i-a oprit în prima bătălie de pe Marna, desfășurată între 6 și 13 septembrie. După aceea s-a ajuns la un război de tranșee.

#### Războiul de tranșee

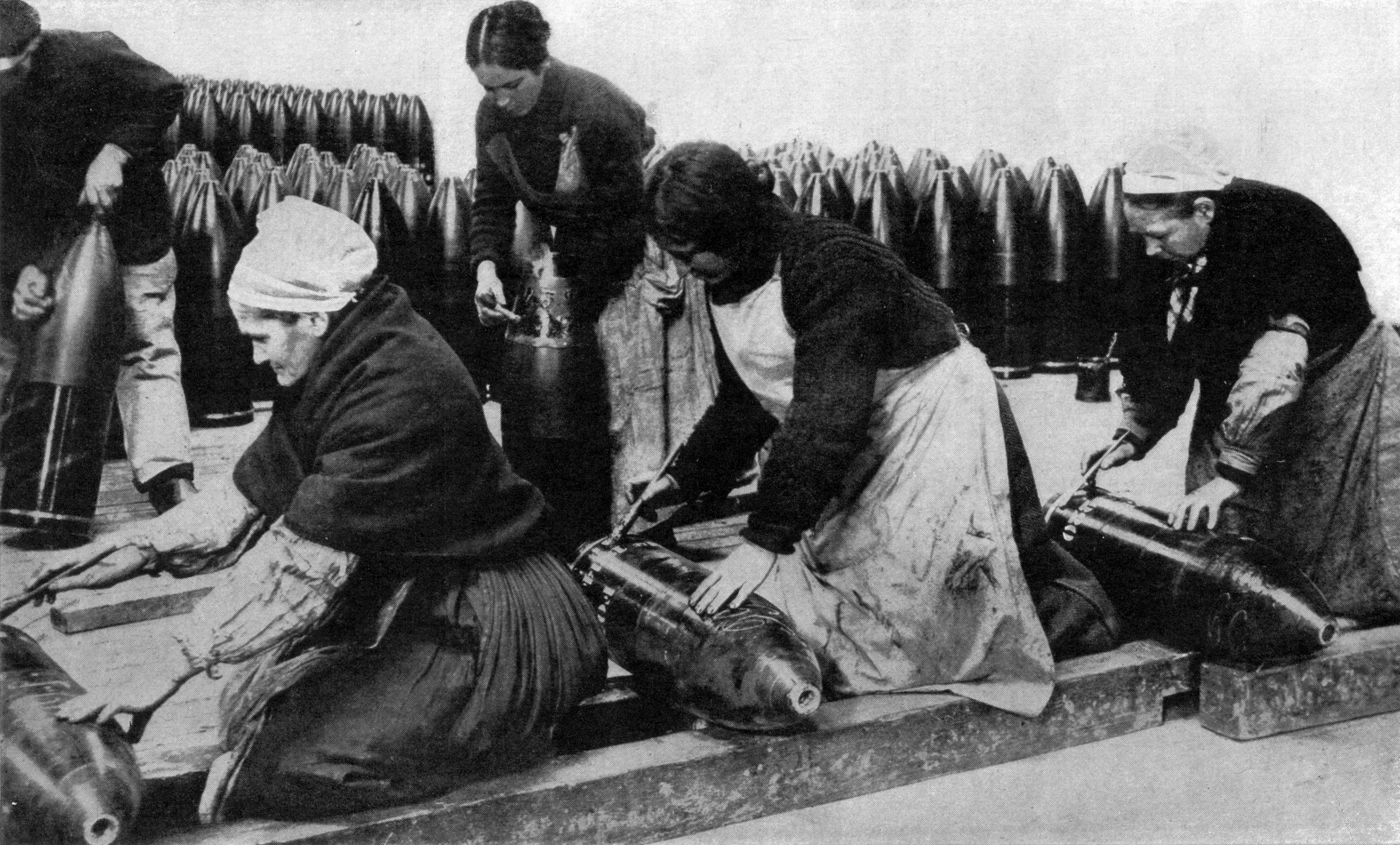
Femei lucrând la fabricarea de obuze (1917)

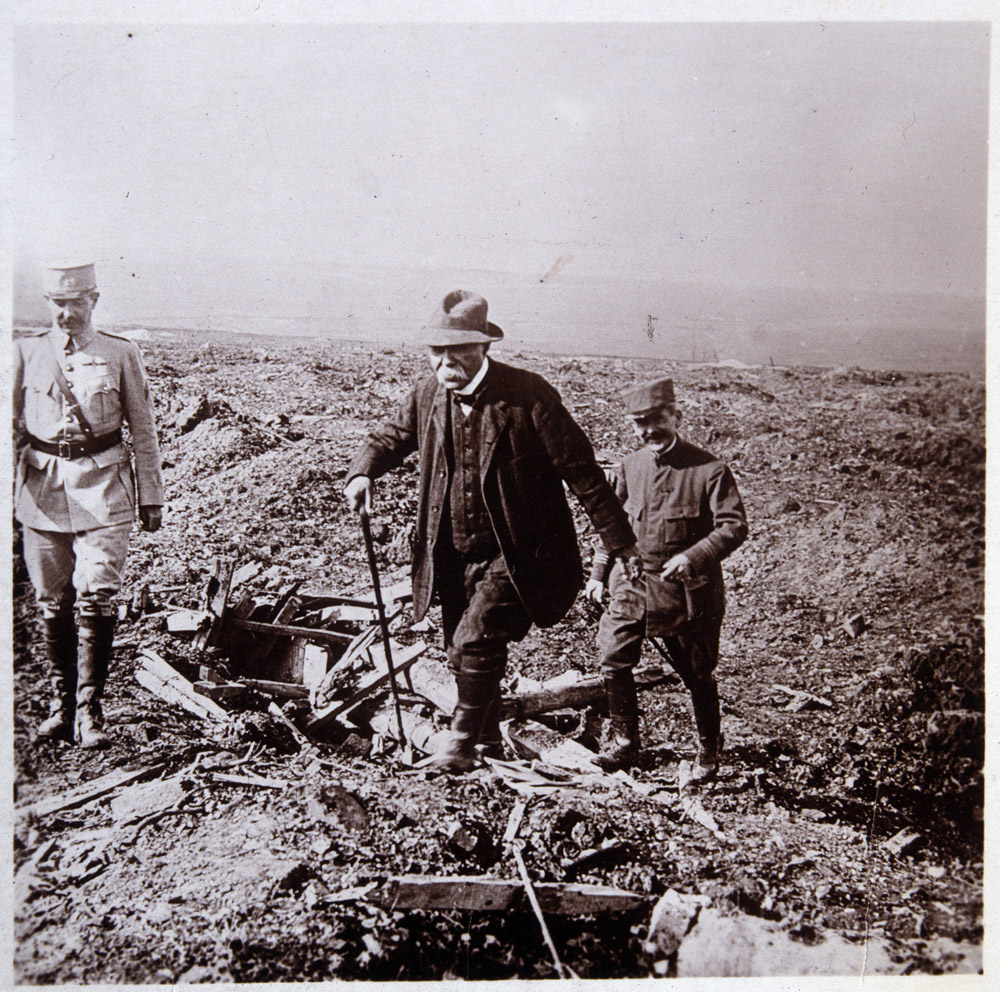
Georges Clemenceau pe front, în 1917

Războiul a devenit total. Economia și gândul oamenilor erau îndreptate către victorie sau cel puțin către rezistență. Loviturile de artilerie, atacurile și contraatacurile tipice războiului de tranșee implicau pierderi imense, de exemplu în bătălia de la Verdun dintre februarie și decembrie 1916.
În 1917, în bătălia din zona șoselei numite Chemin des Dames, francezii au fost înfrânți, apoi comanda trupelor de acolo a fost luată de generalul Philippe Pétain. Acesta a ameliorat condițiile de trai ale militarilor și le-a câștigat simpatia. A aplicat și schimbări strategice și a început să înregistreze succese.
În același an au avut loc conflicte interne în majoritatea de guvernământ. În mai multe partide, mai ales între socialiști, unii voiau să pună capăt conflictului dintre țări cu mijloace pașnice, de aceea, din iunie până în noiembrie a fost criză politică. Pentru prima oară de la începutul războiului, la 7 septembrie, guvernul a căzut și la cel următor, socialiștii nu au mai vrut să participe. La 14 noiembrie, președintele republicii, Raymond Poincaré l-a numit șef de guvern pe radicalul Clemenceau, supranumit „Tigrul”, care criticase aspru până atunci slăbiciunea și activitatea nesatisfăcătoare a conducătorilor. Sub conducerea lui, puterea a luptat împotriva defetismului și a orientat mai ferm economia. În ciuda condițiilor grele, era popular în rândul populației.

#### Victoria
Germania a putut transfera trupe de pe frontul de est în Franța, după ce la 3 martie 1918 a încheiat pace cu noua putere bolșevică din Rusia. Totuși, până în iulie a încercat fără succes cinci ofensive. De-acum aliații europeni erau ajutați de circa un milion de americani. Începând cu 18 iulie, sub comanda generalului Ferdinand Foch au respins treptat trupele germane deja mult mai slabe. Până la urmă Germania a capitulat, și cu armistițiul încheiat la 11 noiembrie 1918, pe frontul de vest s-a încheiat războiul.
Mare parte din armată nu a fost demobilizată deocamdată. La 1 iulie 1920 mai erau sub arme 900.000 de oameni. Erau prezenți în mai multe locuri din lume, de pildă au intervenit împotriva sovieticilor în Războiul Civil Rus și în Războiul polono-sovietic.
Războiul îndelungat a afectat puternic Franța, ca și celelalte țări participante. Pierderile sale umane au fost cele mai mari dintre toate. La 1 iunie 1919, țara și coloniile ei aveau 1.393.000 de morți și circa 3.000.000 de răniți pe front, dintre cei din urmă 1.200.000 de invalizi. Regiunile din est și din nord, cu industria cea mai dezvoltată, erau devastate, capacitățile lor productive erau foarte slăbite.
Victoria a fost și cea a republicii parlamentare, slabă în aparență, asupra unui imperiu autoritar. A putut face față și în condiții deosebit de grele, fără să se schimbe fundamental.

### Vremuri grele după război (1919-1929)

#### Politica internă
Alegerile din 1919 au adus victoria dreptei, adică a moderaților și conservatorilor grupați în Blocul Național.
În 1920, Partidul Socialist s-a scindat în două. Adepții leninismului au înființat Partidul Comunist Francez.
În 1924, alegerile au fost câștigate de stânga, cu o majoritate modestă. Au intrat în parlament și comuniști. Édouard Herriot⁠(d) a format un guvern din radicali, pe care l-au sprijinit și socialiștii o vreme. Trebuia să înfrunte două dificultăți principale. Una era aceea că radicalii voiau să întărească caracterul laic al statului, de exemplu extinzând toate legile anticlericale asupra Alsaciei și Lorenei recâștigate, dar din cauza întăririi rezistenței catolice n-au reușit. În afară de aceasta, țara se confrunta cu o criză financiară, căci nu putea rambursa creditele enorme contractate din cauza războiului. Situația financiară în continuă degradare a cauzat o mare instabilitate guvernamentală.

##### Redresarea financiară și problema despăgubirilor de război
În 1921 era Aristide Briand președintele Consiliului de Miniștri. Era conștient de capacitățile financiare slabe ale Germaniei și se arăta conciliant față de ea în privința mărimii despăgubirilor de război. Din această cauză a intrat în conflict cu președintele republicii și cu majoritatea parlamentară, de aceea a demisionat la începutul lui 1922. L-a urmat Raymond Poincaré ca șef al guvernului până în 1924. Atunci Franța nu mai accepta să negocieze despre suma despăgubirilor. Fiindcă Germania nu voia să plătească atât cât se pretindea de la ea, la 11 ianuarie 1923, francezii au ocupat regiunea Ruhr, ca să încaseze despăgubirile exploatând producția industrială a acesteia. Totuși, mai târziu, Poincaré și-a dat seama că aceasta nu rezolva problema despăgubirilor și a acceptat ca să fie estimat de către comisii de experți cât poate plăti Germania. Astfel, Franța a renunțat practic la primirea totalității pretențiilor sale.
În 1926, Poincaré a devenit din nou șef al guvernului până în 1929. A făcut ordine în domeniul cheltuielilor publice mărind impozitele și raționalizând administrația. Totodată a stabilizat francul la o cincime din valoarea sa dinainte de război. Subevaluat, cursul său a favorizat exporturile, iar excedentul balanței de plăți externe a contribuit la dezvoltarea activităților financiare.

#### Politica externă
Franța fusese atât de puternic afectată de război, încât după acesta, politica sa externă s-a concentrat asupra unei strategii defensive, de cruțare a vieții oamenilor și de căutare a securității. De aceea, din 1924, guvernul lui Édouard Herriot cu ministrul de externe Briand, a căutat să se împace cu Germania și totodată a practicat politica securității colective. Cu tratatele de la Locarno din 1925 s-a reușit ca Germania să recunoască frontierele sale occidentale. Totodată, Franța și-a întărit alianța cu Polonia și Cehoslovacia, deoarece Germania nu și-a recunoscut frontierele cu acestea. Apoi, Briand a insistat și a obținut ca Germania să fie primită în Societatea Națiunilor, și a desfășurat activități în interesul securității colective, pentru limitarea înarmării, renunțarea la război, rezolvarea conflictelor dintre țări prin arbitraj internațional. Pactul Kellogg-Briand a fost încheiat în acest spirit în 1928, de către 63 de țări.

### Anii de criză 1929-1939

#### Criza politică

##### Tulburările din 1934 și eșecul încercării de reformă
Marea criză economică internațională a ajuns în Franța cu întârziere, dar a durat mai mult decât în alte tări. Pe de altă parte, decesul lui Briand în 1932 și al lui Poincaré în 1934 au lăsat un gol în viața politică, și instabilitatea guvernamentală a devenit din nou mare.

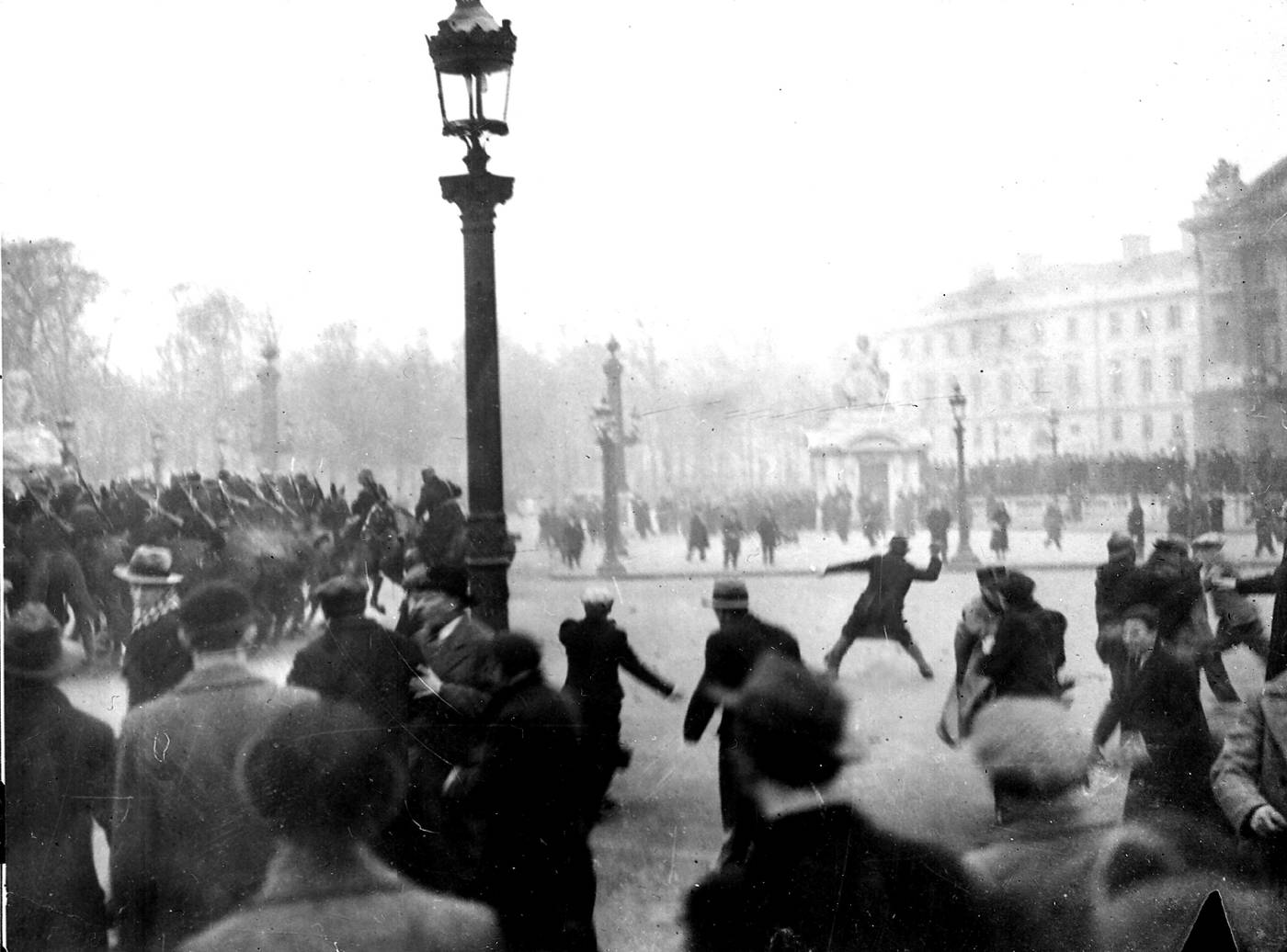
Ciocnire între manifestanți și poliție la 6 februarie 1934, în Place de la Concorde

A reînceput agitația mișcărilor împotriva republicii parlamentare, pe care a întețit-o așa-numita „afacere Stavisky”, o afacere de corupție care a implicat polițiști, jurnaliști, magistrați și politicieni, ceea ce a provocat o mare indignare în opinia publică. Agitația antiparlamentară a culminat în februarie 1934. La 6 februarie, mai multe organizații de extrema dreaptă, mai ales Action française (Acțiunea Franceză) și Croix-de-Feu (Crucea de foc) au ținut manifestații antiparlamentare. O parte din manifestanți s-au adunat în Place de la Concorde. Au început tulburări când s-au incendiat autobuze. Mai multe mii de manifestanți, unii cu arme de foc sau alte obiecte periculoase au pornit către Camera Deputaților, au atacat polițiști, iar aceștia au tras asupra lor. Au rezultat 15 morți (printre care un polițist) și 1435 de răniți (printre care 780 de polițiști). În urma acestui eveniment, guvernul de stânga al lui Édouard Daladier a căzut. În 9 februarie a avut loc o manifestație neautorizată împotriva extremei drepte, organizată de Partidul Comunist, apoi la 12 februarie a chemat la altă manifestație întreaga stângă. Și acestea s-au soldat cu mai mulți morți.
Guvernul următor, al lui Gaston Doumergue⁠(d), instituit la 9 februarie, a făcut o încercare de reformă constituțională. În esență, ar fi fost vorba de întărirea puterii executive în defavoarea parlamentului. Nu i s-au acceptat propunerile și la 8 noiembrie a demisionat.

##### Frontul Popular
Până în 1934, Cominternul, adică Internaționala a III-a, organizația internațională a partidelor comuniste, cu sediul la Moscova și dominată de sovietici, al cărei membru era și Partidul Comunist Francez, a interzis colaborarea dintre comuniști și socialiști, dar în acel an și-a schimbat atitudinea. A dat directiva ca partidele comuniste să constituie în toată Europa fronturi comune cu partidele socialiste, în fața pericolului fascist.
În Franța, celor două partide i s-a alăturat și Partidul Radical. La 14 iulie 1935, 500.000 de oameni au participat la o demonstrație antifascistă, apoi comitetul de organizare al acesteia a rămas în funcție și a primit aderarea multor organizații antifasciste la o mișcare amplă. În urma unor tratative, principalele partide participante au adoptat un program de guvernare comun, în care au preconizat măsuri împotriva extremei drepte, dar și măsuri moderate de ordin social. Astfel s-a înființat gruparea lor, Frontul Popular.
La primul tur al alegerilor din aprilie-mai 1936, partidele din Frontul Popular s-au prezentat separat, dar la turul al doilea, în general, candidatul ieșit pe locul întâi a fost sprijinit de toți ceilalți din grupare. Astfel, Frontul Popular a câștigat majoritatea mandatelor parlamentare. Socialistul Léon Blum a format un guvern din politicieni socialiști și radicali, acceptați și de comuniști. În mai și iunie au avut loc ample mișcări greviste în toată țara și guvernul s-a înțeles cu principalele sindicate despre relațiile din cadrul întreprinderilor, favorabile angajaților. În virtutea înțelegerii, guvernul a propus câteva legi, printre altele privind introducerea contractelor colective de muncă, limitarea programului de muncă la 40 de ore pe săptămână și asigurarea a două săptămâni de concediu cu plată.
Încă din toamna lui 1936 au apărut dificultăți în guvernare. Situația economică s-a degradat treptat și, din această cauză, Frontul Popular i-a dezamăgit pe angajați. Opoziția extraparlamentară de extrema dreaptă s-a întărit considerabil și a întețit antisemitismul, atacându-l pe Léon Blum și pe tema originii sale evreiești. Au apărut opoziții și în interiorul Frontului Popular, de pildă în chestiunea atitudinii față de Războiul Civil Spaniol, izbucnit în 1936. Comuniștii voiau ca Franța să-i sprijine deschis și activ pe republicanii spanioli, în timp ce socialiștii nu erau de acord cu aceasta. Până la urmă, în noiembrie 1938, Frontul Popular s-a destrămat.

#### Prăbușirea celei de-a Treia Republici

##### Extinderea Germaniei
Când în Germania a ajuns la putere în 1933 Adolf Hitler, relațiile dintre state s-au schimbat fundamental în Europa. Puterea nazistă a contestat tratatul de la Versailles încheiat în 1919 în urma Primului Război Mondial și a început să acționeze în această direcție. A ieșit din Societatea Națiunilor, a început să se înarmeze intens și a făcut primele încercări de expansiune, deocamdată către Austria. Franța s-a simțit amenințată și și-a căutat aliați. În 1935 a încheiat un acord de ajutor reciproc cu Uniunea Sovietică. A încheiat acorduri și cu Italia, dar aceasta a invadat Etiopia și Franța s-a simțit obligată să aplice sancțiuni împotriva ei. Atunci Italia a denunțat acordurile cu ea și s-a apropiat de Germania.
Dreapta se opunea puternic apropierii de Uniunea Sovietică și în februarie 1936, când parlamentul a ratificat acordul cu ea, dreapta a votat unitar împotrivă. Sub pretextul ratificării, Germania a denunțat tratatele de la Locarno și a trimis trupe în regiunea Ruhr care fusese demilitarizată până atunci în virtutea tratatului de la Versailles. Franța nu a reacționat cu forța. De altfel, majoritatea opiniei publice era pacifistă, voia să evite războiul cu orice preț.
Regatul Unit era pe aceeași poziție. Când Germania a emis pretenții asupra regiunii Sudeților aparținând Cehoslovaciei, prin semnarea acordului de la München din 1938, Franța și Regatul Unit au cedat pretențiilor lui Hitler, deși aveau obligații de aliați față de Cehoslovacia. Până la urmă, în martie 1939, Germania a ocupat toată Cehia și Moravia, iar Slovacia a devenit vasala ei ca stat aparte.
În aprilie 1939, Germania a emis pretenții față de Polonia, cerând Gdańskul (Danzigul). Polonia a refuzat aceasta cu sprijinul Franței și al Regatului Unit. Încă de la începutul lunii aprilie, Franța a început tratative cu caracter militar cu Uniunea Sovietică despre apărarea Poloniei, dar aceasta a refuzat ca trupe sovietice să treacă pe teritoriul ei. Până la urmă, la 30 august 1939, Uniunea Sovietică a încheiat un pact de neagresiune cu Germania.
La 1 septembrie 1939, Germania a atacat Polonia, declanșând astfel al Doilea Război Mondial. Numai atunci au declarat război Germaniei Franța și Regatul Unit, dar nu au început operațiuni militare. Până în mai 1940 au efectuat numai una. La 9 aprilie, germanii au invadat Danemarca și Norvegia, apoi trupe britanice și franceze au pornit către orașul norvegian Narvik, ca să împiedice transporturile de minereu de fier din portul orașului către Germania. La 16 mai au atacat trupele germane de acolo și la 27 mai au ocupat orașul, dar între timp, Germania a atacat Franța la 10 mai, și trupele franco-britanice s-au retras din Narvik.
Franța începuse încă din 1930 construirea sistemului de fortificații numit linia Maginot pe frontiera ei de est, care era aproape terminată în 1934. Conducerea militară franceză era pregătită cu o strategie de apărare bazată pe aceasta.

##### Înfrângerea și sfârșitul celei de-a Treia Republici
La 10 mai 1940, Germania a început invadarea Franței prin Belgia, ocolind practic linia Maginot. La 15 mai, unitățile sale superioare în privința mecanizării au rupt frontul și armata franceză a pornit într-o retragere dezordonată. În același timp, o parte din populație a pornit în panică spre sud. La 10 iunie și Italia a atacat Franța. La 14 iunie, germanii au ocupat Parisul. Politicienii și majoritatea ofițerilor superiori francezi s-au resemnat cu înfrângerea. Numai generalul Charles de Gaulle, refugiat la Londra, a chemat la rezistență în 18 iunie, deocamdată fără prea mult succes. Mareșalul Philippe Pétain care fusese numit șef al guvernului, a semnat un armistițiu cu Germania la 22 iunie.
La 10 iulie, Adunarea Națională s-a întrunit la Vichy și l-a înzestrat pe Pétain cu putere constituantă. La 11 iulie, Pétain a promulgat trei acte constituționale noi, în care nu mai era vorba de republică. În virtutea primului act, Pétain devenea șeful autocratic a ceea ce s-a numit „Statul Francez”, care în fapt nu era suveran, ci supus Germaniei.

## Portretele oficiale ale președinților celei de-a Treia Republici

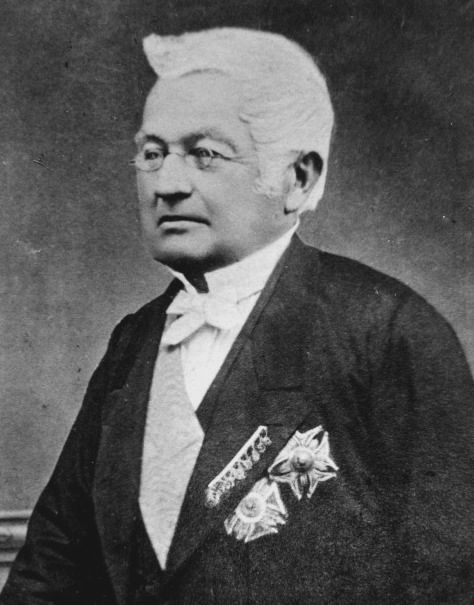
Adolphe Thiers (1797-1877) 31 august 1871-24 mai 1873
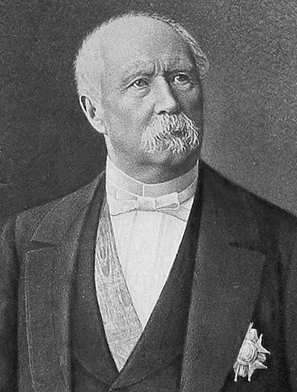
Patrice de Mac-Mahon (1808-1893) 24 mai 1873-30 ianuarie 1879
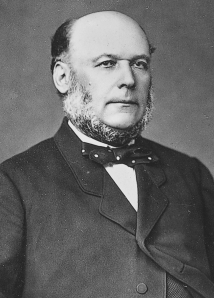
Jules Grévy (1807-1891) 30 ianuarie 1879-2 decembrie 1887
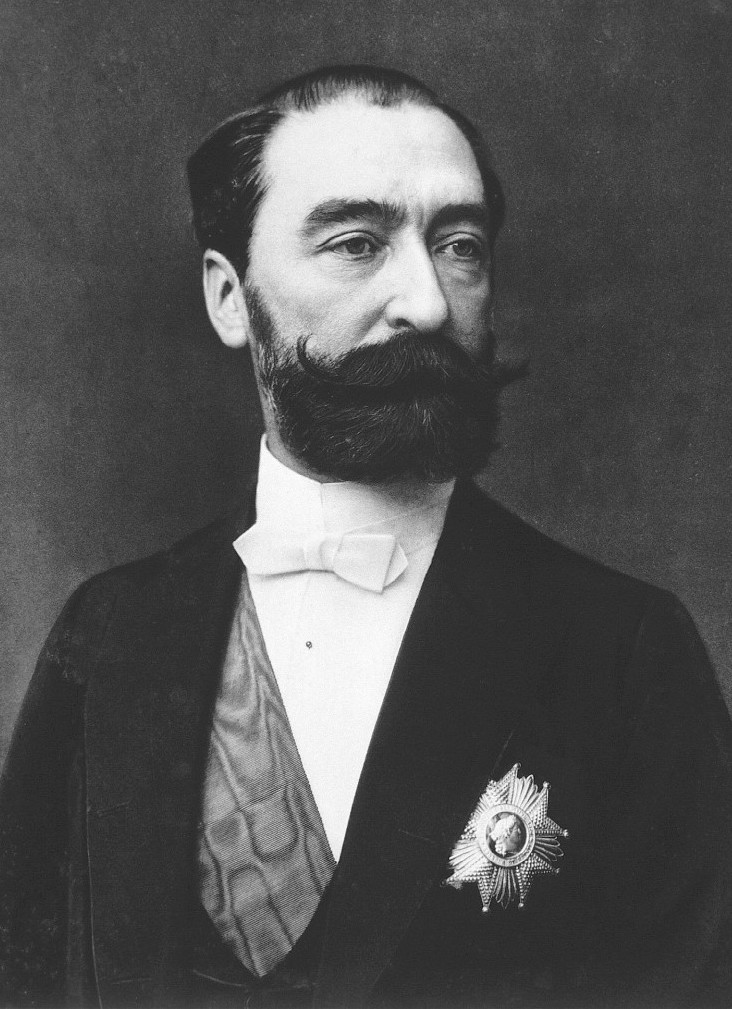
Marie-François-Sadi Carnot (1837-1894) 3 decembrie 1887-25 iunie 1894
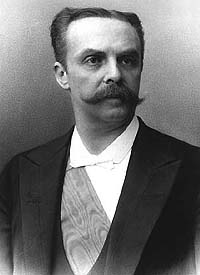
Jean Casimir-Perier⁠(d) (1847-1907) 27 iunie 1894-16 ianuarie 1895
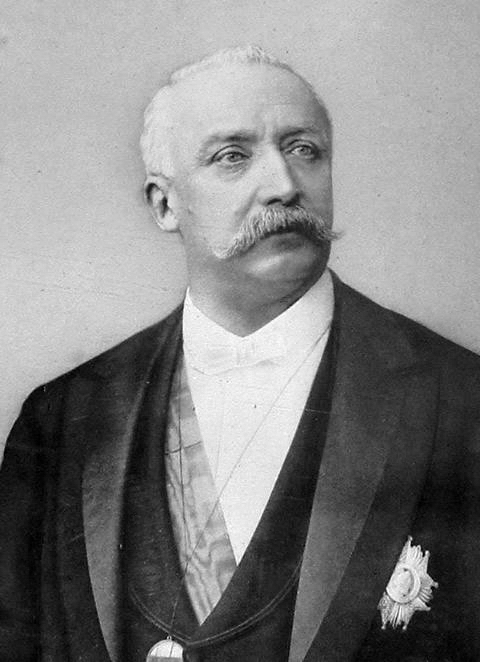
Félix Faure (1841-1899) 17 ianuarie 1895-16 februarie 1899
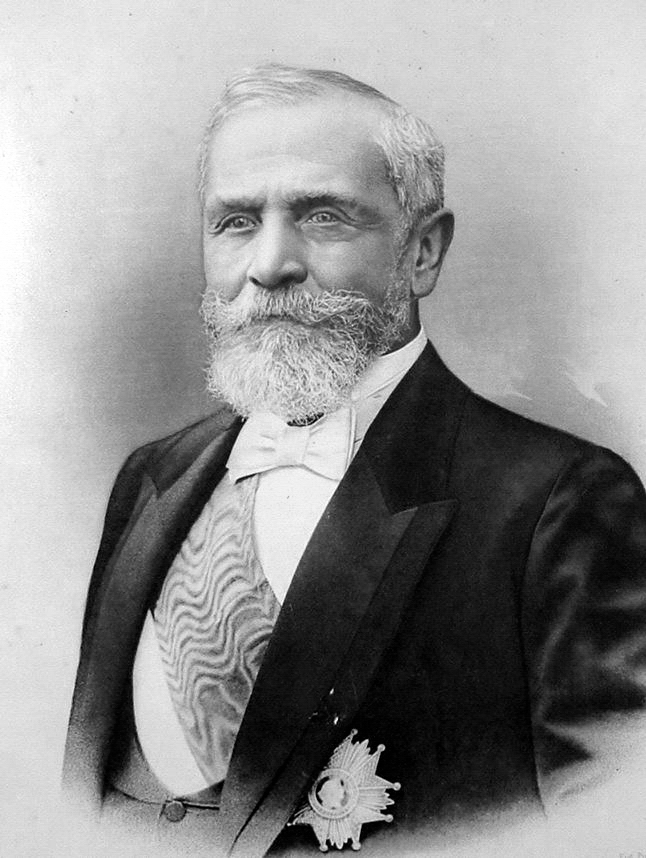
Émile Loubet⁠(d) (1838-1929) 18 februarie 1899-18 februarie 1906
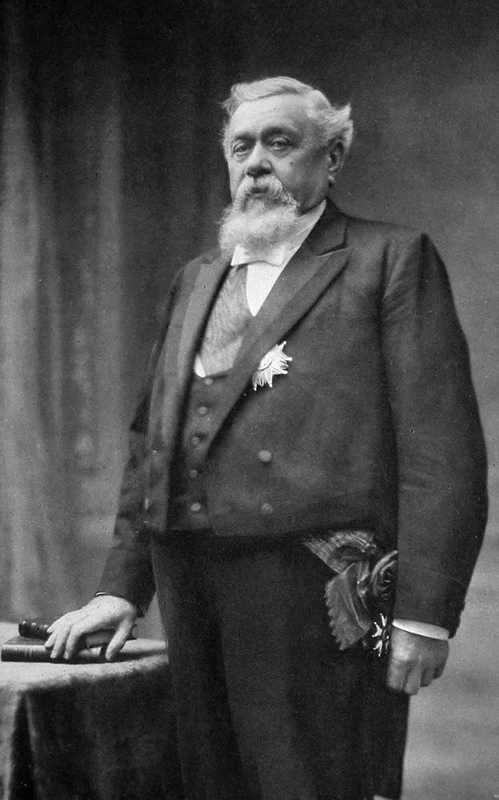
Armand Fallières⁠(d) (1841-1931) 18 februarie 1906-18 februarie 1913
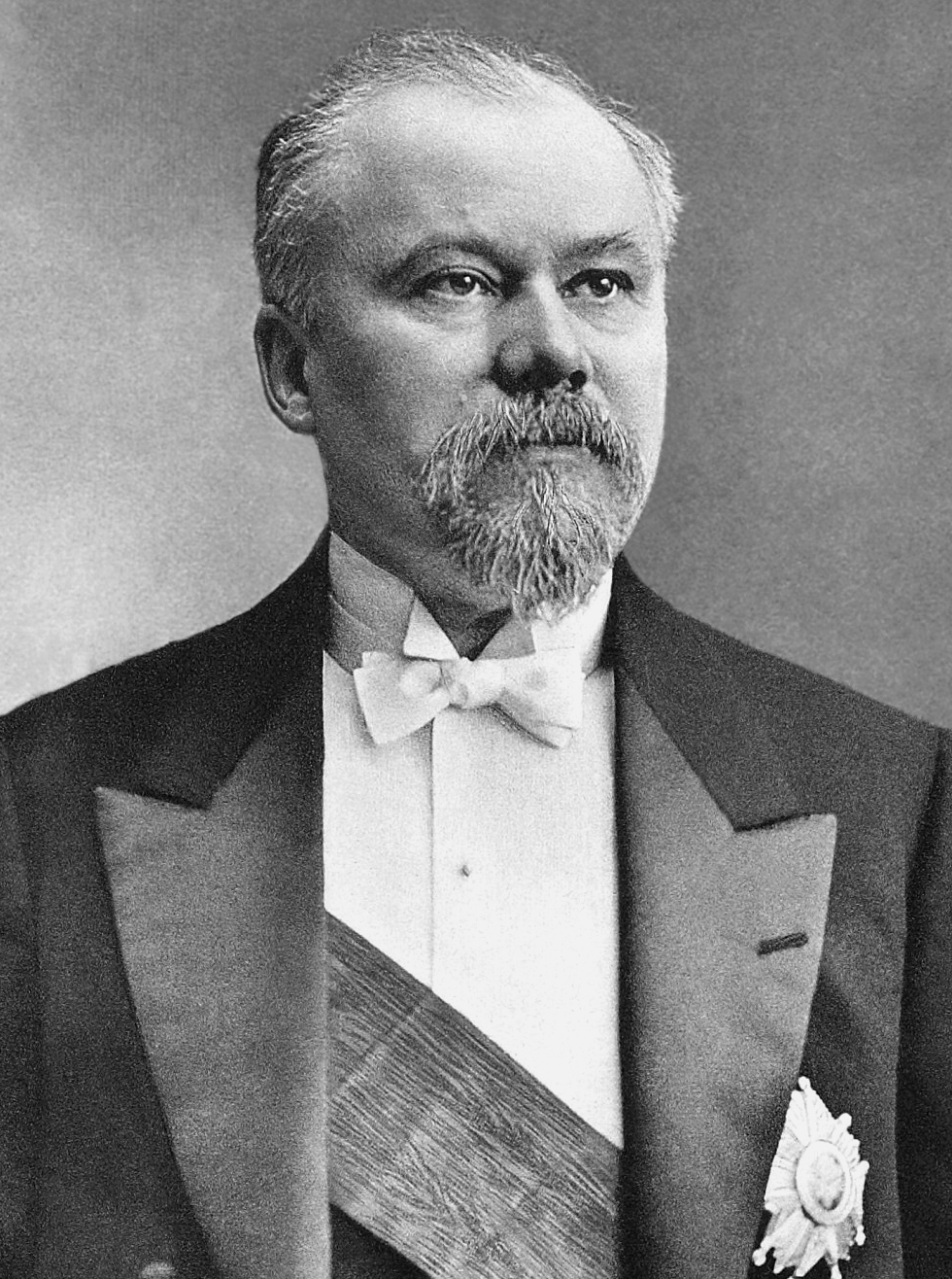
Raymond Poincaré (1860-1934) 18 februarie 1913-18 februarie 1920
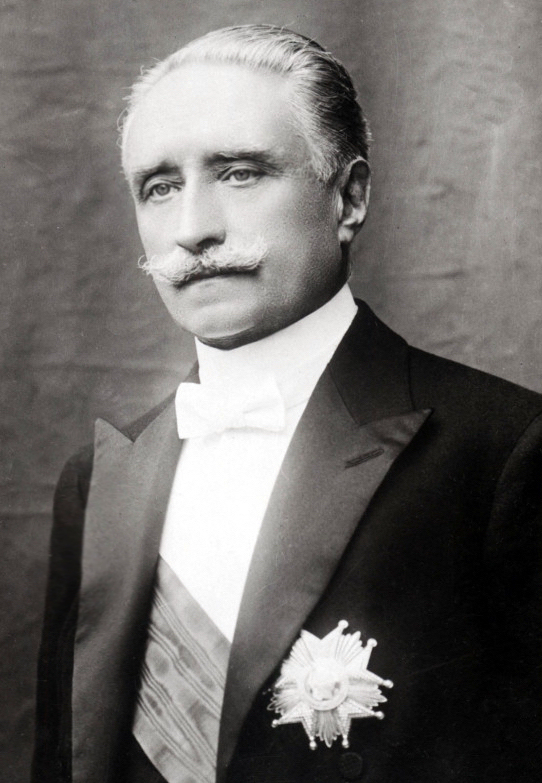
Paul Deschanel (1855-1922) 18 februarie 1920-21 septembrie 1920
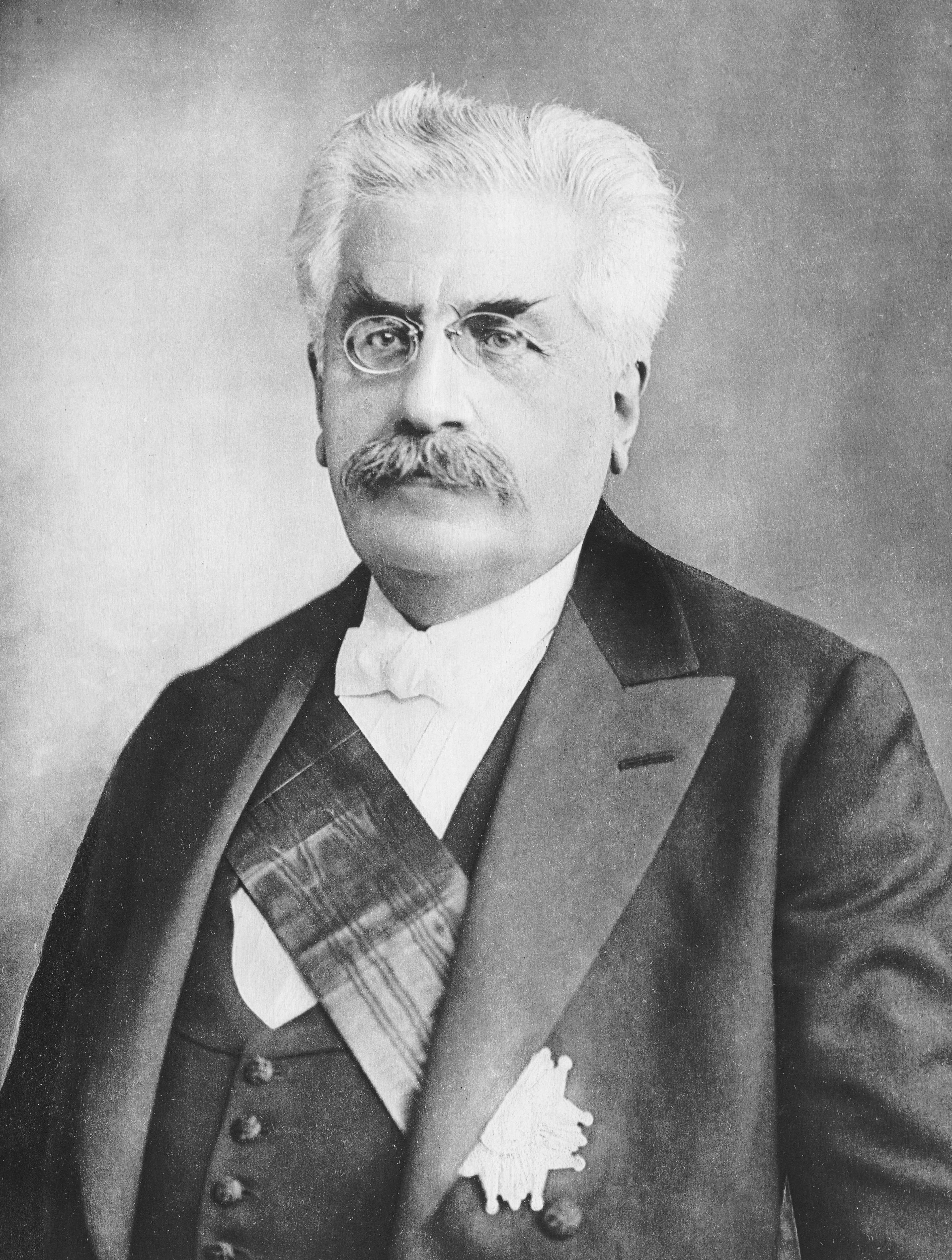
Alexandre Millerand (1859-1943) 23 septembrie 1920-11 iunie 1924
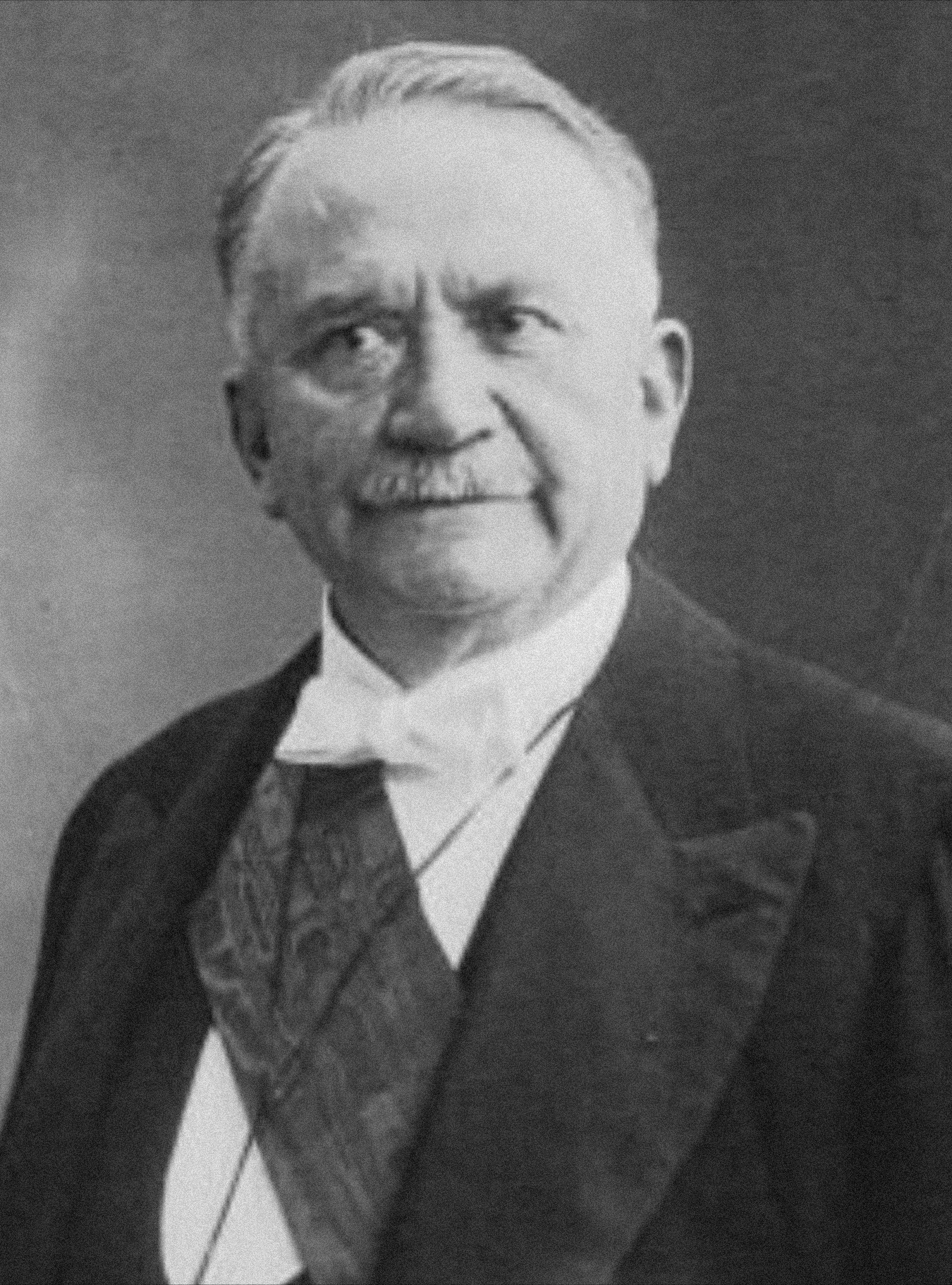
Gaston Doumergue⁠(d) (1863-1937) 13 iunie 1924-13 iunie 1931
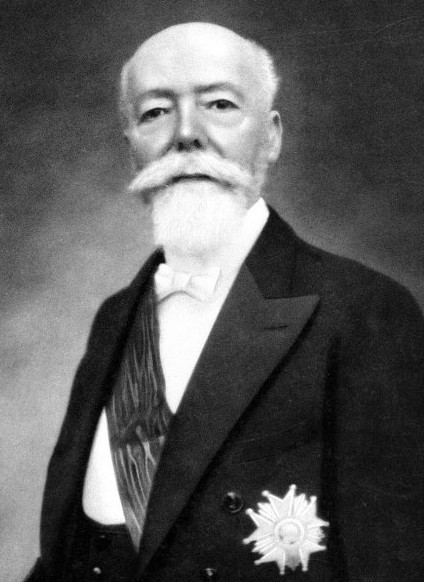
Paul Doumer⁠(d) (1857-1932) 13 iunie 1931-7 mai 1932
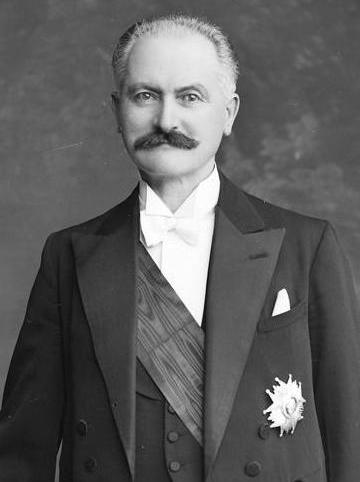
Albert Lebrun⁠(d) (1871-1950) 10 mai 1932-11 iunie 1940